# Audrey Hepburn
Audrey Kathleen Hepburn-Ruston (Bruxelas, 4 de maio de 1929 — Tolochenaz, 20 de janeiro de 1993), mais conhecida como Audrey Hepburn, foi uma atriz e filantropa britânica. Após pequenas aparições em vários filmes, ela estrelou na Broadway na peça Gigi depois de ter sido descoberta pela romancista francesa Colette, em cujo trabalho a peça foi baseada.
Ela chegou ao estrelato depois de ter interpretado o papel principal em Roman Holiday (1953), pelo qual ganhou o Oscar, BAFTA e Globo de Ouro de melhor atriz, tornando-se a primeira atriz a vencer os prêmios supracitados por uma única atuação, além do New York Film Critics Circle na mesma categoria. Naquele mesmo ano, Hepburn ganhou o Prêmio Tony de melhor atriz principal em peça por sua atuação em Ondine. Sua segunda indicação ao Óscar de melhor atriz veio no ano seguinte, com o filme Sabrina (1954). Ela passou a estrelar uma série de filmes naquela década, como War and Peace (1956), Funny Face (1957), Green Mansions e The Nun's Story (ambos de 1959), tendo sido nomeada ao Oscar e ao Globo de Ouro e vencido o BAFTA e New York Film Critics Circle de melhor atriz pelo mesmo.
Em 1961, a atriz estrelou seu papel mais conhecido: Holly Golightly, em Breakfast at Tiffany's, pelo qual recebeu sua quarta indicação ao Óscar de melhor atriz e foi nomeada ao Globo de Ouro de melhor atriz em comédia ou musical. Em seguida, protagonizou Charade (1963), My Fair Lady (1964), How to Steal a Million (1966) e Wait Until Dark (1967), este rendeu-lhe novamente indicações ao BAFTA, Globo de Ouro, New York Film Critics Circle e ao Óscar. A partir da década de 1970, Hepburn apareceu em menos filmes, dedicando grande parte dessa fase de sua vida à UNICEF. Ela contribuiu para a organização desde 1954, depois trabalhou em algumas das comunidades mais pobres da África, América do Sul e Ásia entre 1988 e 1992. Recebeu a Medalha Presidencial da Liberdade em reconhecimento ao seu trabalho como Embaixadora da Boa Vontade da UNICEF em dezembro de 1992. Em 20 de janeiro de 1993, aos 63 anos de idade, a atriz morreu na cidade de Tolochenaz, Suíça, em virtude de um câncer de apêndice.
Em reconhecimento à sua carreira cinematográfica, ela ganhou uma estrela na Calçada da Fama de Hollywood — que homenageou sua dedicação e contribuição ao cinema mundial — e recebeu o Prêmio Lifetime Achievement do BAFTA, Prêmio Cecil B. DeMille, o Prêmio Screen Actors Guild Life Achievement e o Prêmio Especial Tony. Foi a quinta artista, a terceira mulher, e continua sendo uma das 15 pessoas a conseguir ganhar as quatro principais premiações do entretenimento americano, o EGOT — acrônimo de Emmy, Grammy, Oscar e Tony. Reconhecida como um ícone de cinema, estilo e moda, Hepburn foi classificada pelo American Film Institute como a terceira atriz mais importante da Era de Ouro de Hollywood.

## Primeiros anos

### Família e infância (1929–1938)
Audrey Hepburn, nascida Audrey Kathleen Ruston, nasceu a 4 de maio de 1929, em Ixelles, Bruxelas, Bélgica. Seu pai, Joseph Victor Anthony Ruston, um britânico nascido em Auschwitz, Bohemia, Áustria-Hungria, era filho de Victor John George Ruston, de ascendência britânica e austríaca, e Anna Wels, de ascendência austríaca. Em 1923–24, Joseph havia sido um cônsul britânico honorário em Samarão nas Índias Orientais Neerlandesas, e, antes de se casar com a mãe de Hepburn, ele havia sido casado com Cornelia Bisschop, uma herdeira holandesa. Apesar de ter nascido com o sobrenome Ruston, mais tarde, ele atualizou o seu nome para o mais "aristocrático" Hepburn-Ruston, erroneamente acreditando ser descendente de James Hepburn, terceiro marido de Mary, rainha dos escoceses.

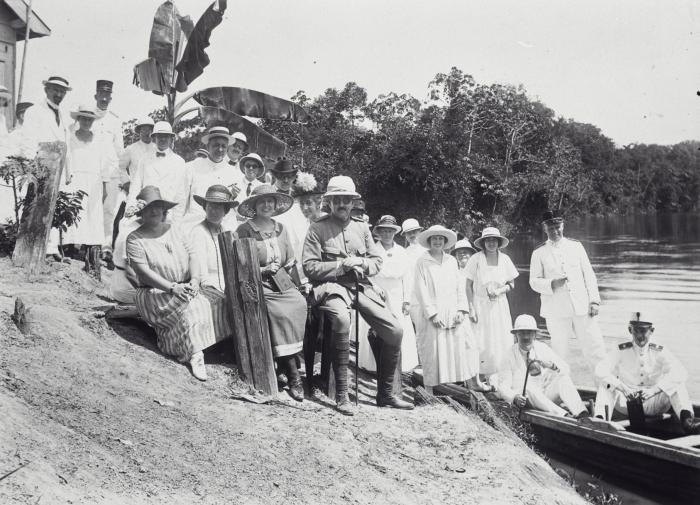
O avô de Hepburn, Aarnoud van Heemstra, era o governador da colônia holandesa do Suriname. Na foto, ele está ao lado de habitantes locais

A mãe de Audrey, Ella van Heemstra, era uma nobre holandesa, filha do barão Aarnoud van Heemstra, que foi prefeito de Arnhem de 1910 a 1920 e governador do Suriname neerlandês de 1921 a 1928, e da baronesa Elbrig Willemine Henriette van Asbeck (1873–1939). Aos 19 anos, Ella casou-se com Jonkheer Hendrik Gustaf Adolf Quarles van Ufford, um executivo de petróleo que trabalhava em Batávia, nas Índias Orientais Neerlandesas, onde viveram posteriormente. Durante o casamento, nasceram dois filhos, Jonkheer Arnoud Robert Alexander Quarles van Ufford e Jonkheer Ian Edgar Bruce Quarles van Ufford, antes de se divorciarem em 1925.
Os pais de Audrey Hepburn casaram-se em Batavia em setembro de 1926. Na época, Ruston trabalhava para uma empresa comercial; porém, logo após o casamento, o casal mudou-se para a Europa, onde Ruston começou a trabalhar para uma empresa de empréstimos. Depois de um ano em Londres, o casal deslocou-se para Bruxelas, onde Ruston fora designado para abrir uma filial da empresa. Depois de três anos viajando entre Bruxelas, Arnhem, Haia e Londres, a família estabeleceu-se Linkebeek, Bruxelas, em 1932. A infância de Hepburn foi protegida e privilegiada. Como resultado de sua formação multinacional e de viajar com a família a diferentes lugares devido ao trabalho do pai, ela aprendeu cinco idiomas: neerlandês e inglês de seus pais e, posteriormente, vários graus de francês, espanhol e italiano, além do alemão.
Por volta de 1930, os pais de Hepburn angariaram doações para a União Britânica de Fascistas. Joseph deixou repentinamente a família em 1935 e mudou-se para Londres, onde se envolveu fortemente em atividades fascistas e nunca visitou sua filha no exterior. Ela, mais tarde, disse que a partida de seu pai "foi o evento mais traumático da minha vida". Nesse mesmo ano, ela e sua mãe mudaram-se para a propriedade da família em Arnhem, nos Países-Baixos. Em 1937, elas se deslocaram para Kent, na Inglaterra, onde Hepburn foi educada em uma pequena escola privada em Elham.
Os pais de Hepburn divorciaram-se oficialmente em 1938. Na década de 1960, ela teve contato com o pai depois de tê-lo localizado em Dublin por intermédio da Cruz Vermelha; embora permanecesse emocionalmente desapegada, Hepburn o apoiou financeiramente até sua morte.

### Experiências durante a Segunda Guerra Mundial (1939–1945)
Depois de a Grã-Bretanha ter declarado guerra à Alemanha em setembro de 1939, a mãe de Hepburn transferiu-a para Arnhem na esperança de que, da mesma forma como acontecera na Primeira Guerra Mundial, os Países-Baixos continuassem neutros e fossem poupados de um ataque alemão. Enquanto esteve lá, Hepburn frequentou o Conservatório de Arnhem de 1939 a 1945. Ela começou a ter aulas de balé durante seus últimos anos no internato, e continuou treinando em Arnhem sob a tutela de Winja Marova, tornando-se sua "aluna estrela". Depois de os alemães terem invadido os Países Baixos em 1940, Hepburn adotou o nome Edda van Heemstra, porque um nome de "sonoridade inglesa" era considerado perigoso durante a ocupação alemã. A sua família foi profundamente afetada pela ocupação, e Hepburn mais tarde afirmou que "se tivéssemos sabido que seríamos ocupados por cinco anos, poderíamos ter atirado em nós mesmos. Achamos que poderia acabar na próxima semana... seis meses... no ano que vem... foi assim que passamos". Em agosto de 1942, seu tio, magistrado Otto van Limburg Stirum (casado com a irmã mais velha de Ella, Guilhermina), foi um dos cinco cidadãos proeminentes executados por um pelotão de fuzilamento em retaliação a uma explosão de um trem alemão, destruído pela Resistência. Duas semanas depois, o meio-irmão mais novo de Hepburn, Ian van Ulfford, completou dezoito anos e foi convocado pela Alemanha Nazista para trabalhar em uma fábrica em Berlim por quatorze horas por dia; seu outro meio-irmão, Alex, escondeu-se para evitar o mesmo destino, sendo este o último encontro entre Audrey, Ella e os garotos antes do final da guerra. Posteriormente, em 1945, os quatro reuniram-se novamente.

"Nós vimos jovens sendo colocados contra a parede e [sendo] baleados. Eles fecharam a rua e depois a abriram, e tu podias passar de novo... Não deduza nada que tenhas ouvido ou lido sobre os nazistas. É pior do que tu poderias imaginar."

—Hepburn sobre a ocupação nazista dos Países Baixos
A morte de Otto van Limburg Stirum fez com que Ella, Miesje e Hepburn deixassem Arnhem e fossem morar com o avô desta última, Barão Aarnoud van Heemstra, na vizinha Velp. Naquela época, Hepburn realizou apresentações de dança sem músicas, a fim de arrecadar dinheiro para a resistência neerlandesa. Há muito tempo acreditava-se que ela havia participado da resistência neerlandesa; contudo, em 2016, o Museu Airborne 'Hartenstein' relatou que, após uma extensa pesquisa, não encontrou evidências de tais atividades. No entanto, em 2018, no livro, Dutch Girl: Audrey Hepburn and World War II, o autor Robert Matzen alegou ter encontrado provas de que Hepburn apoiava diretamente a resistência. Além de outros eventos traumáticos, ela testemunhou o transporte de judeus neerlandeses para campos de concentração, afirmando, posteriormente: "mais de uma vez eu estava na estação vendo trens de carga transportando judeus, vendo todos esses rostos por cima do vagão. Lembro-me, muito nitidamente, de um garotinho de pé na plataforma com os pais, muito pálido, muito loiro, com um casaco grande demais para ele, e entrou no trem. Eu era uma criança observando uma criança".
Após o desembarque dos Aliados no Dia D, as condições de vida pioraram, e Arnhem foi severamente danificada durante a Operação Market Garden. Durante a fome neerlandesa que se seguiu no inverno de 1944, os alemães bloquearam as rotas de reabastecimento de alimentos e suprimentos de combustível já limitados do povo neerlandês como retaliação aos ataques ferroviários que impediram a ocupação alemã. Tal como outras, a família de Hepburn "foi reduzida a comer bulbos de tulipa", o que fez com que ela desenvolvesse anemia aguda, problemas respiratórios e edema como resultado de desnutrição. A família van Heemstra também foi gravemente afetada financeiramente pela ocupação, durante a qual muitas de suas propriedades, incluindo sua propriedade principal em Arnhem, foram seriamente danificadas ou destruídas. Depois de várias situações extremas, em 29 de abril de 1945, aviões dos Estados Unidos iniciaram o lançamento de paraquedas que continham artigos de máxima necessidade em Amsterdão e Rotterdão, ao passo que forças terrestres e aéreas do Canadá e Inglaterra empurravam os alemães de volta ao seu país. Em 4 de maio, décimo sexto aniversário de Hepburn, foi a data em que se concretizou a libertação dos Países Baixos.
Em 2018, a série biográfica de áudio The Secret History Of Hollywood produziu um documentário de 15 partes baseado nesse período na vida de Hepburn, intitulado Audrey: The Girl Before the Girl.

## Carreira

### Estudos de balé e primeiros papéis de atuação (1945–1952)
Após o fim da guerra, em 1945, Hepburn mudou-se com a mãe para Amsterdão, cidade que havia sido menos danificada pela guerra e que sempre se manteve como um destacado centro cultural. No entanto, o local não atraiu apenas a elas: diversos outros refugiados neerlandeses migraram para lá, o que fez com que ficasse complicado encontrar casas para alugar ou comprar. Como a fortuna da família perdera-se durante a guerra, Ella, em outubro daquele ano, começou a trabalhar como zeladora de um prédio, no qual podia morar, e levou sua filha consigo, apesar de que elas não estavam sob o mesmo teto. Hepburn, então, mudou-se para a casa de sua nova professora de balé Sonia Gaskell, uma das principais figuras do balé neerlandês, até que sua mãe encontrasse um espaço para as duas, e também teve aulas com a professora russa Olga Tarasova. Um mês depois, Ella conseguiu trabalho numa loja de flores e, consequentemente, um apartamento para si e sua filha.
Após ter-se apresentado em diversos espetáculos de balé nesse intervalo de tempo, Hepburn fez a sua estreia no cinema em 1948, interpretando uma aeromoça em Dutch in Seven Lessons, um filme de viagem educacional feito por Charles van der Linden e Henry Josephson. Mais tarde, e ainda naquele ano, mudou-se com a mãe para Londres depois de ter ganho uma bolsa de estudos no Ballet Rambert, que era então localizado em Notting Hill. Ela sustentou-se com o trabalho a tempo parcial como modelo. Depois que Rambert ter-lhe dito que, apesar de seu talento, sua estatura e constituição fraca (resultado da desnutrição em tempo de guerra) tornariam inatingível o status de bailarina principal; Hepburn, portanto, decidiu concentrar-se em atuar.
Enquanto Ella trabalhou em empregos subalternos para sustentá-las, Hepburn apareceu como corista no teatro de West End no musical High Button Shoes (1948) no Hipódromo de Londres, Sauce Tartare, de Cecil Landau (1949), e Sauce Piquante (1950) no Cambridge Theatre. Durante seu trabalho teatral, ela teve aulas de elocução com o ator Felix Aylmer para desenvolver sua voz. Depois de ser vista por um diretor de elenco enquanto se apresentava em Sauce Piquante, Hepburn foi registrada como atriz freelancer na Associated British Picture Corporation. Ela apareceu no programa de televisão Sunday Night Theatre, da BBC, no episódio "The Silent Village", e em papéis menores nos filmes de 1951 One Wild Oat, Laughter in Paradise, Young Wives' Tale e The Lavender Hill Mob. Ela, ainda amplamente desconhecida naquele momento, foi considerada para o papel de Lygia em Quo Vadis (1951). O diretor Mervyn LeRoy queria escalá-la, mas o papel foi para a já conhecida e contratada da MGM, Deborah Kerr.

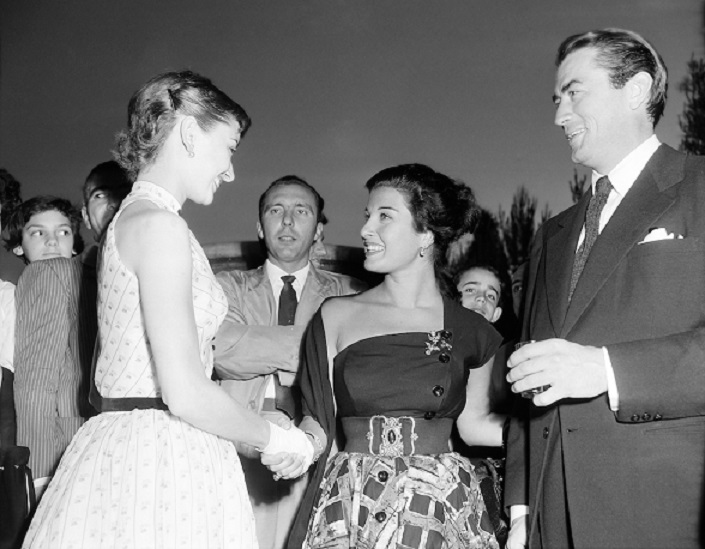
A atriz (à esquerda) ao lado de Silvana Pampanini e Gregory Peck, em 1952

Hepburn foi escalada em seu primeiro papel cinematográfico, como prodigiosa bailarina, em The Secret People (1952), de Thorold Dickinson, filme no qual executou todas as suas próprias sequências de dança. A atuação da atriz foi bem recebida, e o estúdio inseriu o seu nome acima do título do filme, ainda que em letras menores comparadas com as dos seus colegas de elenco Valentina Cortese e Serge Reggiani, os quais já eram conhecidos do público. Mesmo que a produção não tivesse ajudado muito no público de Hepburn, o produtor e roteirista Alfred Shaughnessy apreciou seu trabalho e procurou que ela fosse contratada para seu trabalho seguinte: Brandy for the Parson. Contudo, durante as negociações, foi-lhe oferecido um pequeno papel no filme Monte Carlo Baby (francês: Nous irons à Monte Carlo, 1952), que foi filmado em Monte Carlo. Coincidentemente, a romancista francesa Colette estava no Hotel de Paris em Monte Carlo durante as filmagens, e, após ter visto as filmagens, decidiu escalar Hepburn no papel-título na peça da Gigi, na Broadway. A atriz, que inicialmente estava relutante em aceitar o papel, entrou em ensaios sem nunca ter falado no palco, e exigiu treinamento particular.
Na estreia de Gigi no Fulton Theatre, em 24 de novembro de 1951, a atriz recebeu elogios por sua performance, apesar das críticas de que a versão para o palco era inferior à adaptação cinematográfica francesa. A revista Life chamou Hupburn de "êxito", enquanto o The New York Times declarou que "sua qualidade é tão vitoriosa e tão certa que ela é o sucesso da noite". Para o Inquirer, Henry Murdoch escreveu: "Ela nos dá uma performance maravilhosamente exuberante, que faz dela uma atriz de primeiro plano". Hepburn recebeu o Prêmio Theatre World pelo papel. A peça teve 219 apresentações, a última delas em 31 de maio de 1952, antes de sair em turnê que começou em 13 de outubro de 1952 em Pittsburgh e visitou Cleveland, Chicago, Detroit, Washington DC e Los Angeles antes de terminar em 16 de maio de 1953 em San Francisco.

### Roman Holidaye estrelato (1953–1960)

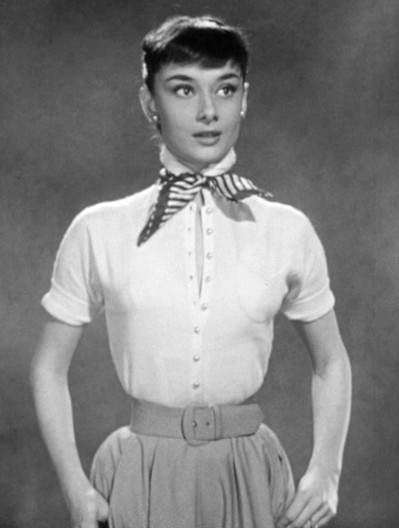
Hepburn em um teste de cinema para Roman Holiday (1953), que também foi usado como material promocional

De volta a 1952, enquanto as negociações para Gigi ainda estavam em andamento, o diretor William Wyler viajou de Los Angeles para Londres para conferir com Richard Mealand, chefe das atividades de produção da Paramount Pictures na Inglaterra e Europa, a realização de seu projeto seguinte: Roman Holiday. Os produtores do filme inicialmente queriam Elizabeth Taylor para o papel; Wyler pensou em Jean Simmons enquanto via as candidatas recomendadas por Mealand; todavia, ela não poderia atuar no filme porque havia assinado contrato com a RKO. Desse modo, o chefe de produção, que se deslumbrara com a interpretação de Hepburn em The Secret People, colocou-a entre as atrizes que seriam avaliadas pelo diretor: ela foi uma das cinco escolhidas por Wyler para os testes de elenco. Ele, entretanto, iria para a Itália, e não poderia, consequentemente, dirigi-las. À vista disso, a Paramount selecionou Thorold Dickinson para Hepburn, o qual havia lhe dirigido em The Secret People. Após várias gravações, foi em uma cena específica que ele soube que a atriz seria contratada. "Naquele minuto eu soube que ela ia ganhar o papel". Wyler ficou tão impressionado com o teste dela que a escolheu, comentando mais tarde: "Ela tinha tudo o que eu procurava: charme, inocência e talento. Ela também era muito engraçada. Era absolutamente encantadora e dissemos: 'Essa é a garota!'" Simmons, que ela nunca tinha conhecido, telefonou-lhe para lhe dizer: "Embora eu quisesse te odiar, tenho que lhe dizer que não teria feito nem a metade. Você foi maravilhosa".
O estúdio ofertou dez mil dólares para a atriz, mas o agente dela, Jack Dunfee, conseguiu subir para 12 500 dólares, e ainda propôs 25 mil para um segundo trabalho. No filme, Audrey interpretou a Princesa Ann, uma princesa europeia que escapa das rédeas da realeza e tem uma noite louca com um jornalista americano (Gregory Peck). Originalmente, a obra deveria ter apenas o nome de Peck acima de seu título, com "Introducing Audrey Hepburn" abaixo, em fonte menor. No entanto, o ator sugeriu ao diretor que ele a elevasse para um nível igual, de modo que seu nome aparecesse antes do título e em letras tão grandes quanto as dele: "Você tem que mudar isso porque ela será uma grande estrela e eu vou parecer como um grande idiota".

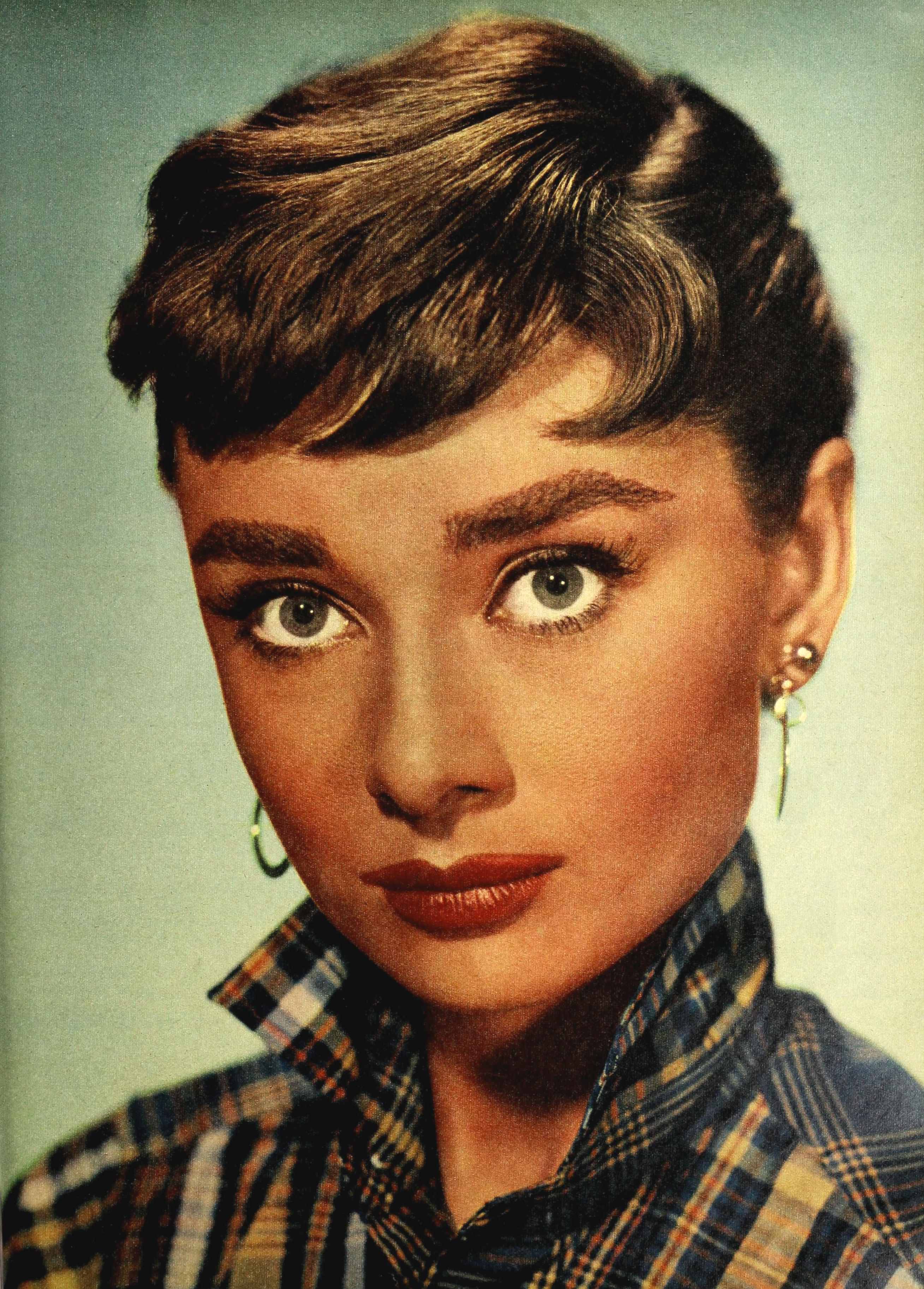
Ela na edição de setembro de 1954 da revista Modern Screen.

O filme foi um êxito comercial, e Hepburn ganhou aclamação da crítica por seu papel, pelo qual seria premiada com o Óscar de melhor atriz, o BAFTA de melhor atriz num papel principal e o Globo de Ouro de melhor atriz – drama em 1953. Em sua resenha ao The New York Times, A. H. Weiler escreveu: "Embora ela não seja exatamente uma novata no cinema, Audrey Hepburn é uma beleza esbelta, élfica e melancólica, alternadamente régia e infantil em sua profunda apreciação por recém-descobertos, prazeres simples e amor. Embora ela bravamente sorri seu reconhecimento do fim desse caso, continua sendo uma figura lamentavelmente solitária que enfrenta um futuro abafado". Peter Bradshaw, do The Guardian, elogiou o charme da atriz e afirmou que foi "perfeitamente escolhida" para o papel. Naquele momento, ela foi alcunhada de "Menina de Ouro do Ano".
Hepburn assinou um contrato de sete filmes com a Paramount, com 12 meses entre os filmes para permitir seu tempo para o trabalho no palco. Henry Luce impressionou-se com o trabalho da atriz em Roman Holiday que orientou os editores da revista Time que fizessem uma matéria de capa sobre ela para a publicação de 7 de setembro de 1953, acontecimento incomum a atrizes novatas em Hollywood, e também tornou-se conhecida por seu estilo pessoal. Após o sucesso no filme, Hepburn estrelou a comédia romântica de Billy Wilder, Sabrina (1954), na qual os irmãos ricos (Humphrey Bogart e William Holden) competem pelas afeições da inocente filha de seu motorista (Hepburn). Por sua atuação, ela foi indicada ao Óscar de melhor atriz em 1955, ao passo que ganhou o BAFTA de melhor atriz em um papel principal no mesmo ano. Bosley Crowther, do The New York Times, declarou que ela era "uma jovem dama de alcance extraordinário de expressões sensíveis e comoventes dentro de uma estrutura tão frágil e esbelta. Ela é ainda mais luminosa como a filha e a queridinha do salão dos criados do que como princesa no ano passado, e não mais do que isso pode ser dito.

Hepburn também retornou ao teatro em 1954, interpretando uma ninfa da água que se apaixona por um humano na peça de fantasia Ondine na Broadway. O crítico Brooks Atkinson, do The New York Times, comentou: "Ninguém nunca duvidou de seu talento como atriz. Mas o papel de Ondine é muito complicado. [...] a senhorita Hepburn é capaz de traduzir isso para a linguagem do teatro sem artifício ou premeditação. Ela dá uma performance palpitante, feita de graça e encantamento, disciplinada por um instinto para as realidades do palco". Sua atuação lhe rendeu o Tony de melhor atuação por uma atriz principal no mesmo ano em que ganhou o Óscar por Roman Holiday, fazendo dela uma das três atrizes a receber um Óscar e Tony de melhor atriz no mesmo ano (as outras duas são Shirley Booth e Ellen Burstyn). Durante a produção, ela e seu co-estrela Mel Ferrer começaram um relacionamento e casaram-se em 25 de setembro de 1954 na Suíça.

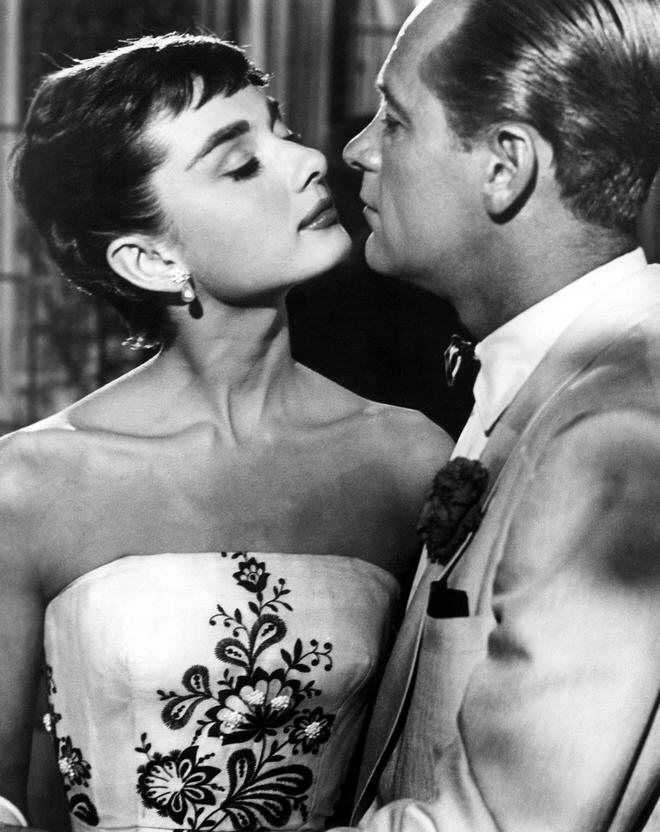
Hepburn com William Holden no filme Sabrina.

Embora ela não tenha aparecido em nenhum novo filme lançado em 1955, Hepburn recebeu o Globo de Ouro de melhor filme mundial naquele ano. Tendo se tornado uma das atrações de bilheteria mais populares de Hollywood, estrelou em uma série de filmes de sucesso durante o restante da década, incluindo seu papel indicado ao BAFTA e ao Globo de Ouro como Natasha Rostova em War and Peace (1956), uma adaptação do romance de Tolstoi ambientado durante as guerras napoleônicas, estrelado por Henry Fonda e seu marido Mel Ferrer. O site Cinecartaz escreveu que "Hepburn é a mais bela materialização de Natasha".  Em 1957, ela exibiu suas habilidades de dança em seu primeiro filme musical, Funny Face. No mesmo ano, estrelou outra comédia romântica, Love in the Afternoon, ao lado de Gary Cooper e Maurice Chevalier.
Hepburn interpretou a Irmã Luke em The Nun's Story (1959), que se concentra na luta do personagem para ter sucesso como freira, ao lado de Peter Finch. O papel produziu uma terceira indicação ao Óscar de Hepburn e lhe rendeu um segundo prêmio BAFTA. Uma crítica na Variety dizia: "Hepburn tem seu papel mais exigente no cinema, e ela faz seu melhor desempenho", enquanto Films in Review afirmou que sua performance "silenciará para sempre aqueles que a consideraram menos atriz do que um símbolo da criança/mulher sofisticada. Seu retrato da irmã Luke é uma das grandes atuações da tela". Alegadamente, ela passou horas em conventos e com os membros da Igreja para trazer a verdade ao seu personagem, afirmando que ela "deu mais tempo, energia e pensei nisso do que em qualquer uma das minhas performances anteriores".
Seguindo The Nun's Story, Hepburn recebeu uma recepção morna para estrelar com Anthony Perkins na aventura romântica Green Mansions (1959), em que ela interpretou Rima, uma garota da selva que se apaixona por um viajante venezuelano, e The Unforgiven (1960), seu único filme faroeste, no qual ela apareceu ao lado de Burt Lancaster e Lillian Gish em uma história de racismo contra um grupo de nativos americanos.

### Breakfast at Tiffany'se sucesso contínuo (1961–67)

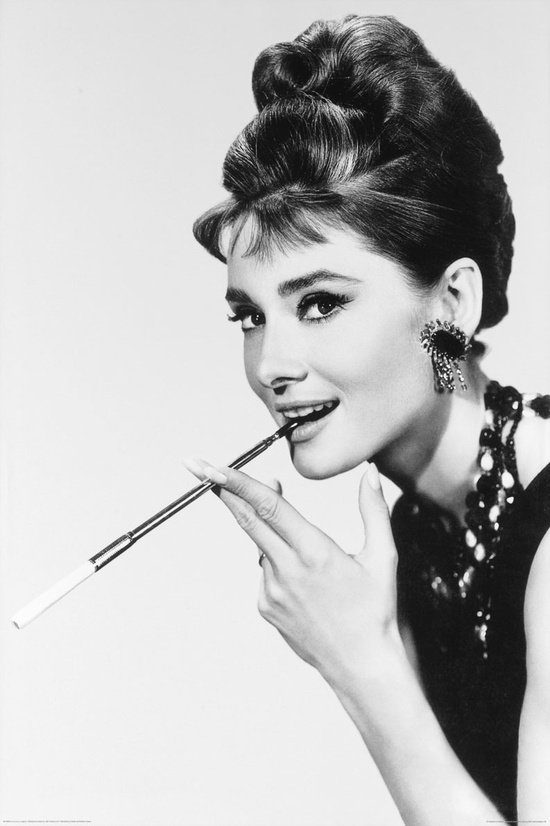
Hepburn como Holly Golightly

Enquanto Hepburn estava grávida, Alfred Hitchcock ofereceu-lhe um papel em seu novo filme, No Bail for the Judge, cujo enredo gira em torno de uma advogada que precisa defender o próprio pai, um juiz, acusado de ter matado uma prostituta. A atriz, que já almejava trabalhar com o cineasta, deixou o projeto, em parte por causa de uma cena em que quase seria estuprada, mas principalmente devido à gravidez (ela sofreu um aborto espontâneo durante as filmagens de The Unforgiven e deu à luz o filho Sean Ferrer em julho de 1960; a produção nunca aconteceu. Hitchcock não gostou de ela ter-se desligado do filme e partiu para seu trabalho seguinte, Psycho (1960), o qual se tornou a maior bilheteria de sua carreira. À vista disso, a Paramount pressionou a atriz, assegurando que, se ela não tinha interesse em trabalhar em um filme do diretor, deveria escolher outro projeto, uma vez que o estúdio já lhe havia dado muita flexibilidade desde Funny Face, que foi ter-lhe autorizado a trabalhar em quatro filmes de outros estúdios. Por conseguinte, dentre os inúmeros roteiros que lhe foram apresentados, Hepburn interessou-se por Breakfast at Tiffany's, uma novela de Truman Capote publicada em 1958. Inicialmente, o autor queria que Marilyn Monroe estrelasse a adaptação cinematográfica; no entanto, os produtores Martin Jurow e Richard Shepherd não conseguiram entrar em acordo com o 20th Century-Fox, estúdio com o qual ela havia contrato.
Hepburn, a princípio, pensou que esse "não era exatamente um papel para ela", posto que não sabia se conseguiria interpretar Holly Golightly, uma personagem extrovertida que se sustenta como garota de programa; todavia, seu então marido, Mel Ferrer, disse-lhe que devia expandir seu talento com um papel que fugisse do estereótipo de ingênua, o qual ela já estava habituada a fazer. Após a atriz ter aceitado atuar no filme, a produção teve que aguardar até o nascimento de Sean Hepburn Ferrer, que nasceu em 17 de julho de 1960. Em outubro, as filmagens se iniciaram, sob a direção de Blake Edwards, e Hepburn teve de dividir seu tempo entre locações em Nova Iorque e nos estúdios da Paramount em Hollywood. Após seu lançamento, em 1961, o filme tornou-se um sucesso de público e de crítica, e a interpretação da atriz foi amplamente elogiada. A despeito de Capote ter descrito a película como "um asqueroso presente para Audrey Hepburn", ele declarou que ela "fez um excelente trabalho". "Srta. Hepburn é responsável em grande parte pela credibilidade de sua complexa personagem e dá um desempenho exitoso". Jana Monji, em sua resenha ao site Rogerebert.com, de Roger Ebert, escreveu: "Em Breakfast at Tiffany's ela é [...] incrivelmente estilosa para alguém que não pode economizar dinheiro. Como musa da Givenchi, Hepburn incorporou a queridinha gamine. Ela representou um tipo diferente do sexy. Ela não era o tipo de pin-up que Hollywood regularmente fazia e continuava a fazer, agora com a ajuda de silicone". A personagem é considerada uma dos mais conhecidas no cinema americano e um papel definidor para Hepburn. O vestido que ela usa durante os créditos de abertura é considerado um ícone do século XX e talvez o mais famoso "vestidinho preto" de todos os tempos. Hepburn afirmou que o papel foi "o mais jazzístico da minha carreira" ainda admitiu: "Eu sou uma introvertida. Interpretar a garota extrovertida foi a coisa mais difícil que eu já fiz". Ela foi indicada ao Óscar de melhor atriz e ao Globo de Ouro de melhor atriz – comédia ou musical e ganhou, pela segunda vez, o David di Donatello de melhor atriz estrangeira, o primeiro fora por The Nun's Story. Na época, Hepburn foi a segunda atriz mais bem paga de Hollywood, só ficando atrás de Elizabeth Taylor.
No mesmo ano, Hepburn também estrelou The Children's Hour (1961), de William Wyler, no qual ela e Shirley MacLaine interpretaram professores cujas vidas se tornam problemáticas após um estudante as acusar de serem lésbicas. Devido aos costumes sociais da época, o filme e a atuação de Hepburn foram amplamente ignorados, tanto criticamente quanto comercialmente. Bosley Crowther, do The New York Times, opinou que o filme "não está muito bem representado", com exceção de Hepburn, que "dá a impressão de ser sensível e pura" de seu "tema silencioso", enquanto a revista Variety também elogiava a "sensibilidade suave, a projeção [sic] e a subavaliação emocional de Hepburn", acrescentando que Hepburn e MacLaine "se complementam lindamente".

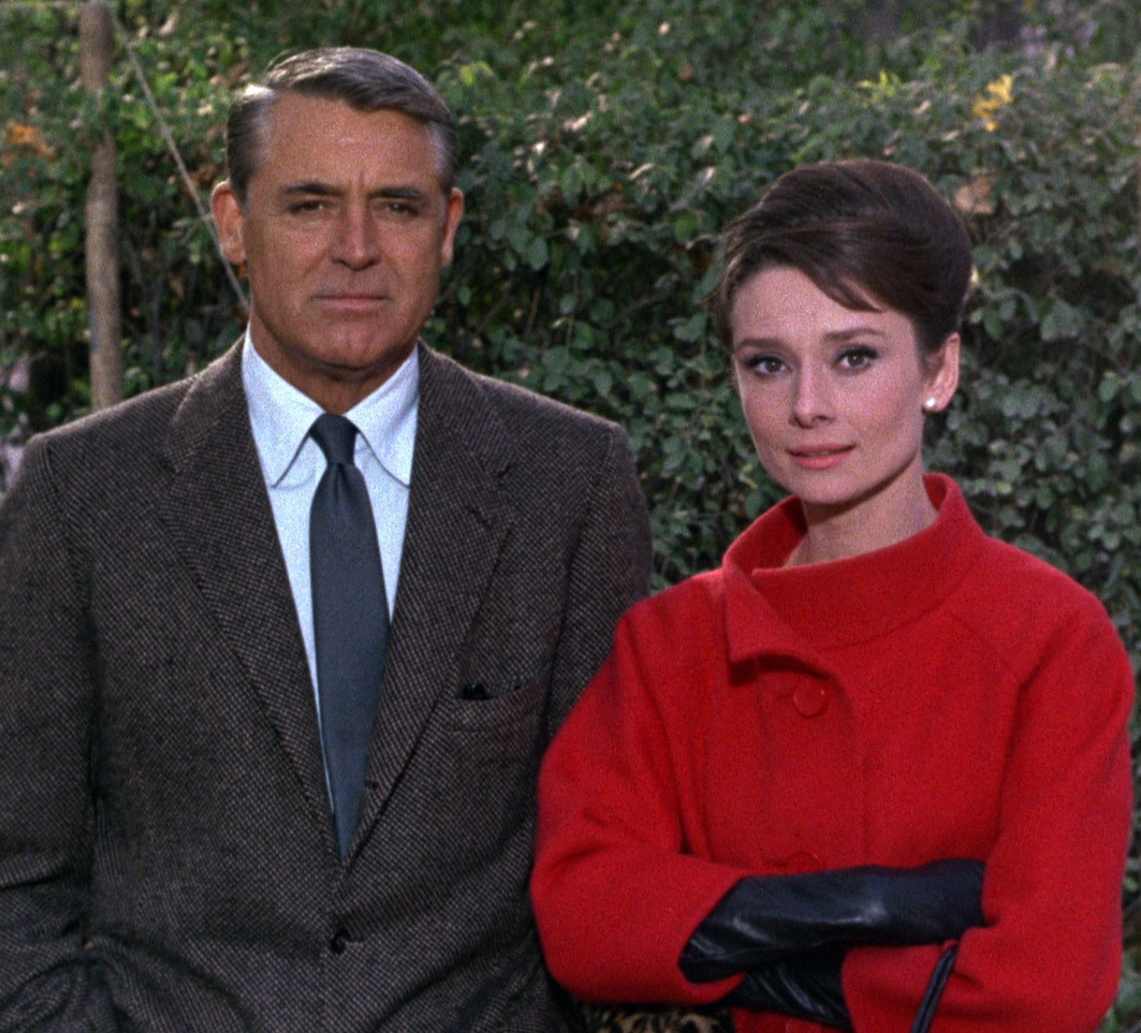
Cary Grant com Hepburn em Charade

Hepburn apareceu ao lado de Cary Grant em Charade (1963), em que interpretou uma jovem viúva perseguida por uma gangue que procura uma fortuna roubada por seu marido antes de ele ter morrido. Grant, de 58 anos, que já havia rejeitado os papéis principais em Roman Holiday e Sabrina, estava sensível sobre sua diferença de idade com ela, de 34 anos, e desconfortável com a interação romântica. Para satisfazer suas preocupações, os cineastas concordaram em mudar o roteiro para que a personagem de Hepburn perseguisse romanticamente a dele. O filme acabou por ser uma experiência positiva para Cary Grant, que disse: "Tudo que eu quero para o Natal é outra foto com Audrey Hepburn". O papel rendeu a atriz seu terceiro e último BAFTA competitivo, e outra indicação ao Globo de Ouro. O crítico Michael Newton, para The Guardian, elogiou o par: "... [Em] Charade, um filme que unifica dois estilos de atuação altamente compatíveis, há a presença irônica de Grant, interpretando a si mesmo [...] Depois, há a seriedade sincera de Hepburn, combinada com sua genialidade como comediante, presente em sua capacidade de transformar em um momento de seriedade instantânea em brincadeira", e completou: "É triste que Hepburn e Grant tenham demorado tanto para fazer um filme juntos, e que nunca fizeram outro. Eles teriam feito um bom par em uma refilmagem de Notorious, de Hitchcock". Bosley Crowther, por outro lado, foi menos gentil com o seu desempenho, afirmando que, "ela está alegremente comprometida com um clima de como-você-pode-ser-louco em um sortimento obviamente reconfortante de roupas caras da Givenchy".
Hepburn retornou com seu colega de elenco de Sabrina, William Holden, na comédia Paris When It Sizzles (1964), em que representou a jovem assistente de um roteirista de Hollywood, que ajuda seu escritor a expressar suas fantasias de tramas possíveis. A produção do filme sofreu vários problemas. O ator tentou, sem sucesso, reacender um romance com a atriz, e o alcoolismo dele estava começando a afetar seu trabalho. Depois que as filmagens principais começaram, ela exigiu a demissão do diretor de fotografia Claude Renoir. Supersticiosa, também insistiu no camarim 55, porque esse era o seu número da sorte, e exigia que Hubert de Givenchy, seu designer de longa data, recebesse um crédito no filme por seu perfume. Apelidado de "marshmallow-weight hokum" pela Variety após seu lançamento em abril, o filme foi "grandemente criticado", embora os críticos fossem mais gentis com o desempenho de Hepburn, descrevendo-a como "uma criatura refrescantemente individual em uma era da curva exagerada".

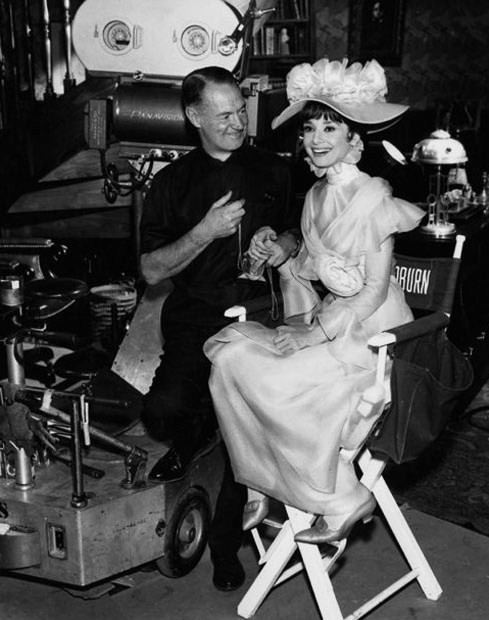
Hepburn com o diretor de fotografia Harry Stradling Jr. no set de My Fair Lady

O segundo filme estrelado por ela em 1964 foi My Fair Lady, dirigido por George Cukor e lançado em novembro daquele ano. No entanto, a escalação de Hepburn no papel da florista do Cockney, Eliza Doolittle, gerou controvérsia. Julie Andrews, que havia originado o papel, não recebeu a oferta porque o produtor Jack L. Warner achava que Hepburn ou Elizabeth Taylor eram mais "lucrativas". Hepburn inicialmente pediu a Warner para dar o papel a Andrews, mas acabou sendo escalada. Mais uma fricção foi criada quando, embora Hepburn não tivesse cantado em Funny Face e tivesse uma longa preparação vocal para o papel em My Fair Lady, seus vocais foram dublados por Marni Nixon, cuja voz era considerada mais adequada ao papel. Hepburn estava inicialmente chateada e saiu do set quando informada. Ganhou um milhão de dólares e mais porcentagens para atuar no filme.
A imprensa continuou com a rivalidade entre Hepburn e Andrews quando esta ganhou um Óscar por Mary Poppins na 37.ª cerimônia do Academy Awards (1964), ao passo que aquela nem sequer havia sido indicada, apesar do acúmulo de oito de doze possíveis prêmios em My Fair Lady. Independentemente disso, os críticos aplaudiram muito o desempenho "requintado" de Hepburn. Crowther escreveu, "a coisa mais feliz sobre [My Fair Lady] é que Audrey Hepburn justifica soberbamente a decisão de Jack Warner de fazê-la interpretar o papel principal". Gene Ringgold do Soundstage também comentou que a atriz "é magnífica. Ela é Eliza para ficar na história", enquanto acrescentava: "Todos concordaram que, se Julie Andrews não participasse do filme, Hepburn seria a escolha perfeita". John Gielgud considerou "Audrey [Hepburn] muito melhor que Julie Andrews".
No transcorrer da década, Hepburn apareceu em uma variedade de gêneros, incluindo a comédia How to Steal a Million (1966), na qual interpretou a filha de um famoso colecionador de arte, cuja coleção consiste inteiramente de falsificações. Temendo a exposição de seu pai, decide roubar a estátua original do museu em que a escultura falsificada iria ser apresentada, contando com a ajuda de um homem interpretado por Peter O'Toole.
Depois, em 1967, a atriz apareceu em dois filmes. O primeiro foi Two for the Road, um drama britânico não linear e inovador que traça o curso do casamento conturbado de um casal. O diretor Stanley Donen disse que Hepburn era livre e feliz, e ele creditou isso para Albert Finney. Pelo papel, foi indicada ao Globo de Ouro de Melhor Atriz – Comédia ou Musical. O segundo foi Wait Until Dark, um suspense no qual Hepburn demonstrou seu alcance de atuação fazendo o papel de uma mulher cega aterrorizada. Filmado à beira de seu divórcio, foi um trabalho difícil para ela, já que o marido Mel Ferrer foi seu produtor. Ela perdeu quinze libras sob o estresse, mas encontrou consolo no seu colega de cena Richard Crenna e no diretor Terence Young. A atriz ganhou suas últimas indicações competitiva ao Óscar de melhor atriz (sendo esta a quinta), ao Globo de Ouro de melhor atriz – drama, ao New York Film Critics Circle de melhor atriz, e ganhou o Laurel de Ouro por melhor atuação dramática feminina nos Prêmios Laurel. Bosley Crowther afirmou: "Hepburn desempenha o papel pungente, a rapidez com que ela muda e a habilidade com que manifesta o terror atrai simpatia e ansiedade para si e lhe dá solidez genuína nas cenas finais". Roger Ebert a descreveu como "muito singela e confiante"; a revista Time publicou: "[...] o desempenho honesto e livre de fingimento da atriz ajuda a suspensão de descrença da plateia" e ela é "imensamente ajudada por: Jack Weston, Richard Crenna e Alan Arkin". Hepburn foi proclamada como a maior bilheteria feminina do ano de 1967.

### Projetos de semi-aposentadoria e final (1968–1993)
De 1968 em diante, Hepburn escolheu dedicar mais tempo à sua família e agiu apenas ocasionalmente nas décadas seguintes. A atriz recebeu uma proposta do diretor William Friedkin para que atuasse no filme O Exorcista (1973); porém, disse que faria parte da produção apenas se esta fosse gravada em Roma, onde morava. Friedkin não considerou uma boa ideia, embora eu fosse um grande admirador da indústria cinematográfica italiana, e acabou por contratar Ellen Burstyn para o papel de Chris MacNeil.
Ela tentou um retorno no cinema em 1976, interpretando Maid Marian no filme Robin and Marian, com Sean Connery coestrelado como Robin Hood. Roger Ebert elogiou a química de Hepburn com Connery, escrevendo que ambos "parecem ter chegado a um entendimento tácito entre si sobre seus personagens. Eles brilham. Eles realmente parecem apaixonados. E eles se projetam como pessoas maravilhosamente complexas, carinhosas e afetuosas; a passagem de 20 anos lhes deu graça e sabedoria".

A atriz (à direita) no set do filme Always, em 1989.

Em 1979, Hepburn reuniu-se com o diretor Terence Young na produção de Bloodline, o filme foi um fracasso crítico e de bilheteria. O último papel de protagonista de Hepburn em um longa-metragem foi contracenando com Gazzara na comédia They All Laughed (1981), dirigida por Peter Bogdanovich. O filme foi ofuscado pelo assassinato de uma de suas estrelas, Dorothy Stratten, e recebeu apenas um lançamento limitado. Seis anos depois, Hepburn co-estrelou com Robert Wagner em um filme feito para televisão, Love Among Thieves (1987).
Depois de terminar seu último papel em 1988, Hepburn fez uma aparição como um anjo em Always, de Steven Spielberg, completou apenas mais dois projetos relacionados ao entretenimento, ambos aclamados pela crítica. Gardens of the World with Audrey Hepburn, foi uma série de documentários da PBS, filmada em sete países na primavera e no verão de 1990. Um especial de uma hora o precedeu em março de 1991, e a série em si começou a ser veiculada no dia seguinte à sua morte, 21 de janeiro de 1993. Para o episódio de estreia, Hepburn recebeu postumamente o Emmy de 1993 por melhor atuação individual num programa informativo. O outro projeto foi um álbum falado, Audrey Hepburn's Enchanted Tales, que apresenta leituras de histórias infantis clássicas e foi gravado em 1992. O álbum ganhou um Grammy póstumo para melhor álbum falado para crianças.

## Trabalho humanitário

### Embaixadora da UNICEF
Na década de 1950, Hepburn narrou dois programas de rádio para a UNICEF, recontando histórias de guerra para crianças. Em 1989, foi nomeada Embaixadora da Boa Vontade da UNICEF. Em sua nomeação, ela declarou que estava agradecida por receber ajuda internacional após suportar a ocupação alemã quando criança, e queria mostrar sua gratidão à organização.

### 1988–89
A primeira missão de Hepburn para a UNICEF foi à Etiópia em 1988. Visitou um orfanato em Mek'ele que abrigava 500 crianças famintas e mandou a UNICEF enviar comida. Da viagem, disse:

"Eu tenho um coração partido. Eu me sinto desesperada. Não suporto a ideia de dois milhões de pessoas estarem em perigo iminente de morrer de fome, muitas delas crianças, [e] porque há toneladas de comida no porto de Xoa, no norte, que não podem ser distribuídoas Na primavera passada, trabalhadores da Cruz Vermelha e da UNICEF foram expulsos das províncias do norte por causa de duas guerras civis simultâneas... Entrei em um país rebelde e vi mães e seus filhos que haviam caminhado dez dias, até três semanas, à procura de comida, acomodando-se no chão do deserto em acampamentos improvisados onde poderiam morrer. Horrível. Essa imagem é demais para mim. O 'Terceiro Mundo' é um termo do qual não gosto muito, porque somos todos um só mundo. Eu quero que as pessoas saibam que a maior parte da Humanidade está sofrendo".

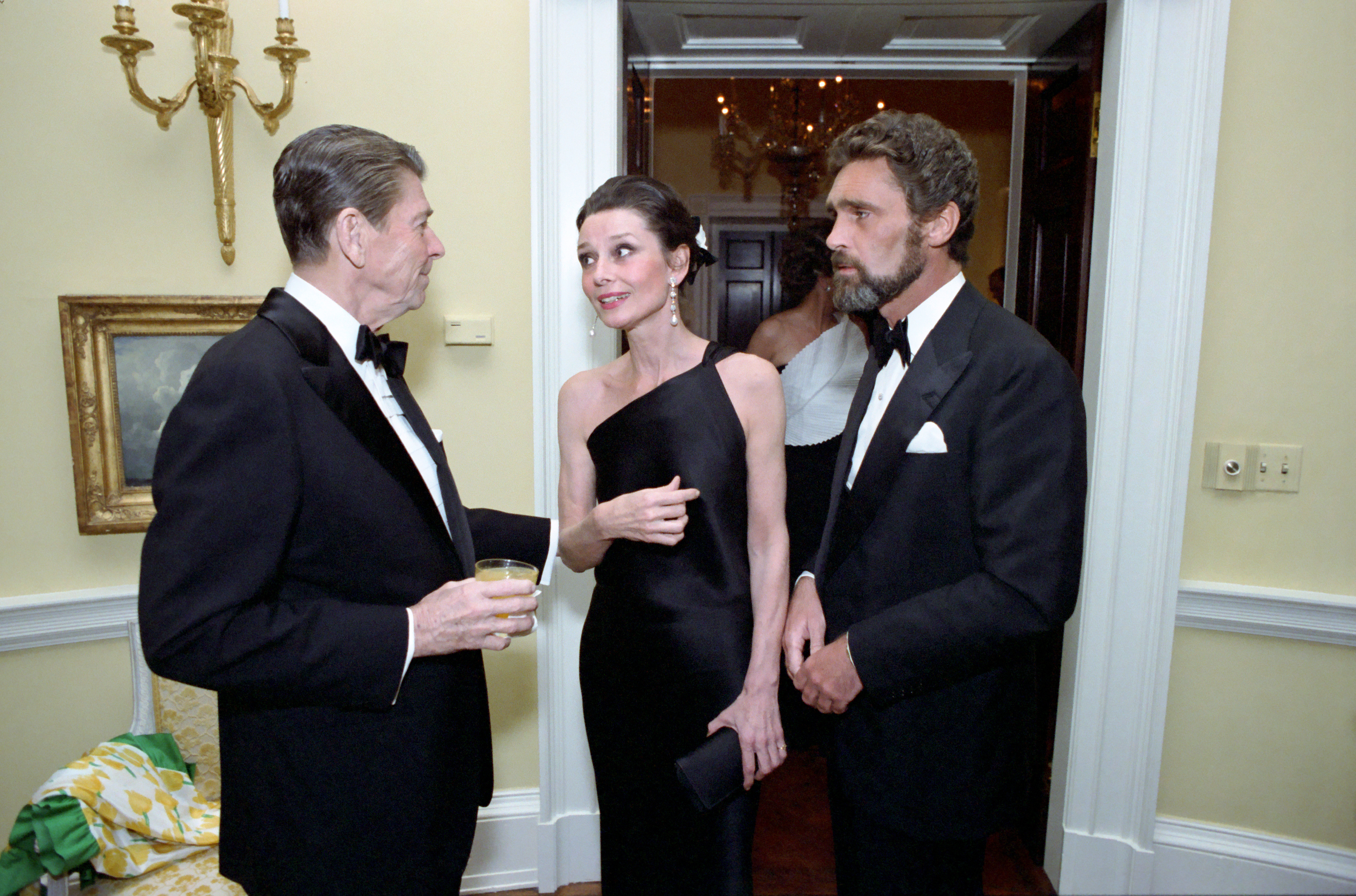
O então presidente dos Estados Unidos, Ronald Reagan, com Hepburn e Robert Wolders, em 1981

Em agosto de 1988, Hepburn foi à Turquia em uma campanha de imunização. Ela chamou a Turquia de "o mais belo exemplo" das capacidades da UNICEF. Da viagem, disse: "O exército nos deu seus caminhões, os peixeiros deram suas carroças para as vacinas, e uma vez que a data foi marcada, levou dez dias para vacinar todo o país. Nada mal". Em outubro, Hepburn foi para a América do Sul. De suas experiências na Venezuela e no Equador, Hepburn disse ao Congresso dos Estados Unidos, "Vi pequenas comunidades de montanha, favelas que receberem sistemas de água pela primeira vez por algum milagre – e o milagre é a UNICEF. Eu vi meninos construindo sua própria escola com tijolos e cimento fornecidos pela UNICEF".
Hepburn percorreu a América Central em fevereiro de 1989 e teve reuniões com líderes em Honduras, El Salvador e Guatemala. Em abril, visitou o Sudão com os Wolders como parte de uma missão chamada "Operation Lifeline". Por causa da guerra civil, os alimentos das agências de ajuda haviam sido cortados. A missão era transportar comida para o sul do país. Hepburn disse: "Eu vi apenas uma verdade gritante: Estes não são desastres naturais, mas tragédias provocadas pelo homem, para os quais existe apenas uma solução humana – a paz". Em outubro de 1989, Hepburn e Wolders foram a Bangladesh. John Isaac, um fotógrafo da ONU, disse: "Muitas vezes as crianças teriam moscas por toda parte, mas ela apenas as abraçava. Eu nunca tinha visto isso. Outras pessoas tinham uma certa hesitação, mas ela simplesmente as agarrava. As crianças simplesmente subiam para segurar a mão dela, tocá-la – ela era como um flautista".

### 1990–92
Em outubro de 1990, Hepburn foi ao Vietnã, em um esforço para colaborar com o governo para programas nacionais de imunização e de água potável apoiados pela UNICEF. Em setembro de 1992, quatro meses antes de sua morte, Hepburn foi à Somália. Chamada de "apocalíptica", ela disse: "Eu entrei em um pesadelo. Eu vi fome na Etiópia e Bangladesh, mas eu não vi nada assim – muito pior do que eu poderia imaginar. Eu não estava preparada para isso".

### Reconhecimento
Em 1992, a Casa Branca anunciou que Hepburn havia sido escolhida para receber pelo então presidente americano, George H. W. Bush, a Medalha Presidencial da Liberdade, em reconhecimento ao seu trabalho em benefício da UNICEF; todavia, a atriz não pôde comparecer à cerimônia, por isso, sua medalha de ouro foi-lhe entregue pessoalmente pelo embaixador dos Estados Unidos na Suíça. Em janeiro do ano seguinte, a Academia de Artes e Ciências Cinematográficas divulgou que Hepburn receberia o Prêmio Humanitário Jean Hersholt, por sua contribuição para a Humanidade, o qual lhe foi concedido postumamente. Um edital do New York Times prestou-lhe homenagem e a descreveu como "uma apaixonada embaixadora da Unicef".
Sean Ferrer fundou o Audrey Hepburn Children's Fund em memória de sua mãe logo após a morte dela. O fundo dos Estados Unidos para o UNICEF também fundou a Audrey Hepburn Society: presidido por Luca Dotti, celebra os maiores doadores da UNICEF e arrecadou quase 100 000 000 de dólares até hoje. Dotti também se tornou patrono da instituição de caridade Pseudomyxoma Survivor, dedicada a fornecer apoio aos pacientes do raro câncer de que Hepburn sofria, pseudomixoma peritoneal, e o embaixador da doença rara desde 2014 e para 2015 em nome da European Organisation for Rare Diseases.

## Vida pessoal

### Casamentos, relacionamentos e filhos
Em 1952, Hepburn ficou noiva de James Hanson, quem ela conhecia desde seus primeiros dias em Londres. Ela o chamou de "amor à primeira vista"; mas, depois de ter seu vestido de noiva ajustado e a data marcada, ela decidiu que o casamento não funcionaria porque as exigências de suas carreiras mantê-los-iam afastados na maior parte do tempo. Hepburn fez uma declaração pública sobre sua decisão, dizendo: "Quando eu me casar, quero ser realmente casada". No início dos anos 50, também namorou o futuro produtor de Hair, Michael Butler.
Numa festa oferecida pelo amigo mútuo Gregory Peck, Hepburn conheceu o ator americano Mel Ferrer e sugeriu que eles estrelassem juntos em uma peça. A reunião levou-os a colaborar em Ondine, durante o qual eles começaram um relacionamento. Oito meses depois, em 25 de setembro de 1954, eles se casaram em Bürgenstock, na Suíça, enquanto se preparavam para estrelar juntos no filme War and Peace (1955).
Hepburn teve dois abortos, um em março de 1955, e outro em 1959, depois de cair de um cavalo durante as filmagens de The Unforgiven (1960). Quando engravidou pela terceira vez, tirou um ano de folga para evitar aborto; seu filho, Sean Hepburn Ferrer, nasceu em 17 de julho de 1960. Hepburn teve mais dois abortos em 1965 e 1967.
Apesar da insistência das colunas de fofocas de que o casamento não duraria, Hepburn afirmou que ela e Ferrer eram inseparáveis e felizes juntos, embora admitisse que ele tinha um mau humor. Havia rumores de que Ferrer era muito controlador, e havia sido referido por outros como sendo seu "Svengali" – uma acusação de que Hepburn riu. William Holden foi citado dizendo: "Acho que Audrey permite que Mel pense que ele a influência". Após um casamento de 14 anos, o casal se divorciou em 1968.
Hepburn conheceu seu segundo marido, o psiquiatra italiano Andrea Dotti, em um cruzeiro no Mediterrâneo com amigos em junho de 1968. Ela acreditava que teria mais filhos e possivelmente deixaria de trabalhar. Eles se casaram em 18 de janeiro de 1969; seu filho, Luca Dotti, nasceu em 8 de fevereiro de 1970. Enquanto estava grávida de Luca em 1969, Hepburn foi mais cuidadosa, descansando por meses antes de ter o parto por cesariana. Ela queria ter um terceiro filho, mas teve outro aborto em 1974. Dotti foi infiel, e Hepburn teve um relacionamento amoroso com o ator Ben Gazzara durante as filmagens do filme Bloodline, de 1979. O casamento dela com Dotti durou treze anos e foi dissolvido em 1982. De 1980 até sua morte, Hepburn estava em um relacionamento com o ator neerlandês Robert Wolders, o viúvo da atriz Merle Oberon. Ela conheceu Wolders através de um amigo durante os últimos anos de seu segundo casamento. Em 1989, ela chamou os nove anos que passara com ele os anos mais felizes de sua vida e declarou que os considerava casados, mas não oficialmente.

### Doença e morte
Ao retornar da Somália para a Suíça no final de setembro de 1992, Hepburn começou a sofrer de dor abdominal. Embora os exames médicos iniciais na Suíça tivessem resultados inconclusivos, uma laparoscopia realizada no Centro Médico Cedars-Sinai, em Los Angeles, no início de novembro, revelou uma forma rara de câncer abdominal pertencente a um grupo de câncer conhecido como pseudomixoma peritoneal. Tendo crescido lentamente ao longo de vários anos, o câncer havia metastizado como uma fina camada sobre o intestino delgado. Após a cirurgia, ela começou a quimioterapia.

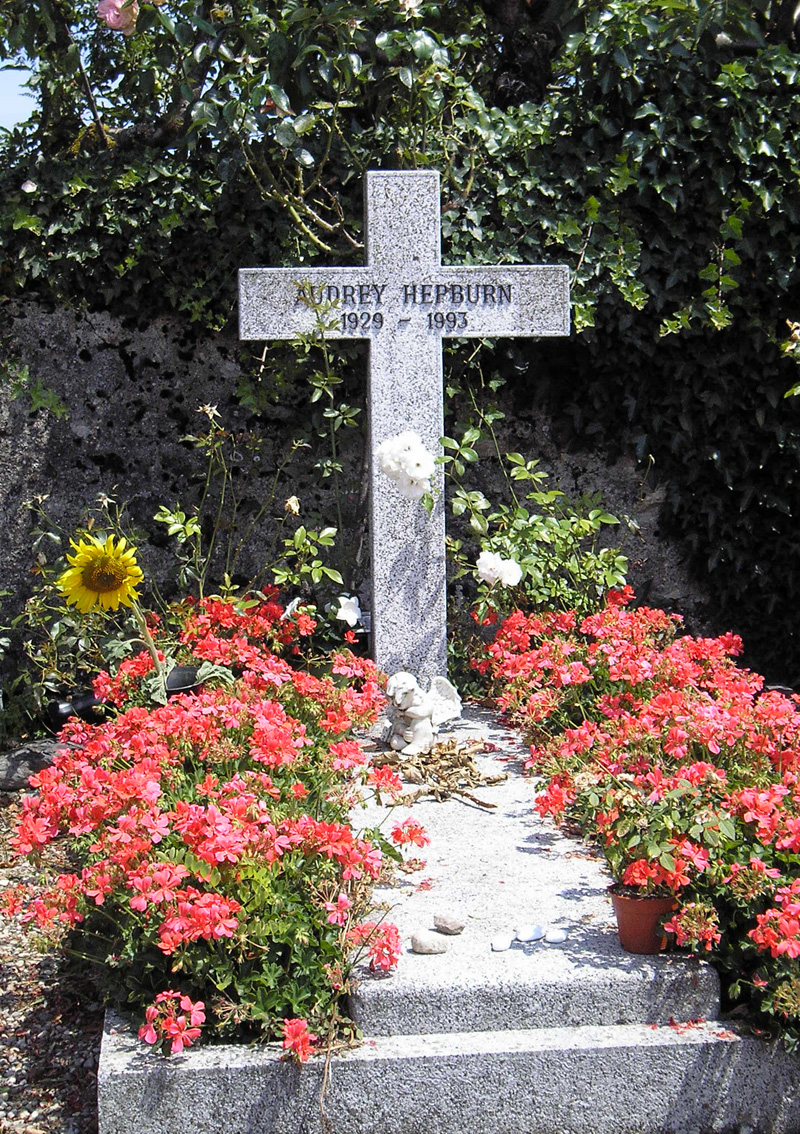
A sepultura dela, em Tolochenaz, Suíça

Hepburn e sua família voltaram para a Suíça para comemorar seu último Natal. Como ainda estava se recuperando de uma cirurgia, ela não poderia voar em aviões comerciais. Seu amigo de longa data, o estilista Hubert de Givenchy, organizou para a socialite Rachel Lambert "Bunny" Mellon enviar seu jato Gulfstream, cheio de flores, para levar Hepburn de Los Angeles a Genebra. Ela passou seus últimos dias em cuidados paliativos em sua casa em Tolochenaz, Vaud e ocasionalmente estava bem o suficiente para fazer caminhadas em seu jardim, mas gradualmente se tornou mais confinada ao repouso.
Na noite de 20 de janeiro de 1993, Hepburn morreu em seu sono em casa. Após sua morte, Gregory Peck foi ao seu quarto e recitou o seu poema favorito, "Unending Love", de Rabindranath Tagore. Os serviços funerários foram realizados na igreja de Tolochenaz em 24 de janeiro de 1993. Maurice Eindiguer, o mesmo pastor que casou Hepburn e Mel Ferrer e batizou seu filho Sean em 1960, presidiu seu funeral, enquanto o príncipe Sadruddin Aga Khan da UNICEF fez um elogio. Muitos membros da família e amigos participaram do funeral, incluindo seus filhos, o parceiro Robert Wolders, o meio-irmão Ian Quarles van Ufford, os ex-maridos Andrea Dotti e Mel Ferrer, Hubert de Givenchy, executivos da UNICEF e os outros atores Alain Delon e Roger Moore. Arranjos de flores foram enviados ao funeral por Gregory Peck, Elizabeth Taylor e a família real neerlandesa. Mais tarde, no mesmo dia, Hepburn foi enterrada no Cemitério Tolochenaz.
Em seu testamento, Hepburn nomeara os seus dois filhos como herdeiros iguais para sua propriedade, sujeitos a vários legados de suas joias mais preciosas para sua família e amigos mais próximos. Para Robert Wolders, seu companheiro de longa data, ela deixou dois candelabros de prata que valiam cerca de 500 CHF (francos suíços) na época (1993). Hubert de Givenchy foi nomeado executor de sua propriedade, junto com seus dois advogados suíços.

## Estilo de atuação e reconhecimento
"Quando Hepburn entrou na semi-aposentadoria no auge de sua carreira, em 1967, ela apenas aumentou sua mística. Era uma mulher graciosa, mas vigiada, amiga de todos, mas perto de poucos. No final, Hepburn ajudou a facilitar a transição entre o conservadorismo antigo de Hollywood e a era mais livre que começou logo quando ela se afastou. E deixou para trás uma série de filmes que dizem algo sobre o que a cultura popular pensava das mulheres em meados do século XX e revelam como Hepburn conseguiu explorar esses sentimentos para seus próprios fins. Apesar de todas as falhas em sua filmografia, a atriz encontrava exatamente o papel certo e estrelava um filme clássico."

— Noel Murray a falar sobre a carreira da atriz.
Hepburn é considerada uma das atrizes de tela mais talentosas e queridas de sua geração, e uma das atrizes de maior sucesso da história, assim como um dos maiores ícones do cinema de todos os tempos. Ela foi apelidada de "a queridinha do mundo" pela revista Life no início de sua carreira, "e é isso que ela permanece. Um quarto de século após sua morte, sua reputação não diminuiu nem um pouco", afirmou o crítico Geoffrey Macnab, em 2018. Diversos críticos elogiaram sua capacidade de atuar em comédias, bem como seu alcance como uma atriz dramática.
No início de sua carreira, Hepburn não recebeu treinamento formal de atuação. Em 1949, quando já era experiente no balé, uma vez que tivera aulas profissionais, foi convocada por Cecil Landeau para fazer parte do coro de sua peça internacional Sauce Tartare, em que ela dançava e desfilava como manequim, sem falar uma frase. Com a recepção positiva do musical, Hepburn garantiu um emprego durante o tempo que ele permanecesse em cartaz. Ganhando, então, dez libras por semana, ela determinou que seria necessário que aprendesse os princípios básicos do teatro caso quisesse progredir. Por sugestão de amigo, o qual afirmara que ela dominaria a técnica gestual rapidamente graças às aulas de balé, ela se matriculou na turma das manhãs de sábado no Buchell Studio, no qual conheceu o ator Robert Flemyng, com quem atuaria em Funny Face (1957). Durante as gravações de seu primeiro filme em Hollywood, Roman Holiday (1953), Hepburn recebeu ajuda e conselhos do diretor William Wyler para que sua atuação parecesse natural. Seu colega de elenco Gregory Peck a elogiou e afirmou que ela "ganharia o Oscar em seu primeiro papel". Diferente de alguns colegas de trabalho, como George Peppard, Hepburn não se tornou adepta ao Método; inclusive, ela encontrou dificuldades de trabalhar com ele em Breakfast at Tiffany's.
Em 2010, sobre o papel de Hepburn em My Fair Lady, a atriz Emma Thompson disse que ela "não sabia cantar e nem atuar". Noel Murray, do The Dissolve, publicou algo quase semelhante, mas reconheceu as qualidades dela. "Sua voz era doce, mas leve, e seu alcance como atriz era limitado. Mas Hepburn tinha 'qualidade de estrela' no sentido clássico, pois era bonita, elegante e fácil de gostar". Macnab afirmou: "no entanto, [isso] não diminuiu seu impacto na tela nem um pouco. Ela sempre foi precisa em seus gestos. Sua voz tinha uma qualidade um pouco rouca, o que aumentava seu charme. Ela era muitas vezes paqueradora, mas de uma maneira divertida. [...] Hepburn tinha uma qualidade que os cineastas imediatamente apreciavam. Produtores britânicos e americanos brigaram por ela. [...] Ela pode ter sido limitada como atriz, mas ela desempenhou uma variedade extraordinária de papéis. [...] Tinha um talento para a comédia". O crítico Alex Cox, por outro lado, em sua resenha ao The Independent, a definiu como uma "ótima atriz". Neil Sinyard também ressaltou as qualidades dela, escrevendo sobre a cena final do filme The Children's Hour (1961), expôs: "é a cena mais sofrida e intensa da carreira de Hepburn e a demonstração definitiva de sua grandeza não como um ícone da moda, mas como uma atriz dramática".
Ao longo de sua carreira, Hepburn participou de diferentes gêneros de filmes, como aventura, comédia, drama, faroeste, romance e suspense, e interpretou diversos tipos de personagens, desde a inocente ou a princesa, ou a jovem voluntariosa que precisava de um homem mais velho para salvá-la de si mesma, além de papéis como freira, ingênua, florista, viúva e mulher fatal.
Em 1999, o American Film Institute a nomeou em terceiro lugar dentre as Mais Importantes Atrizes da História do Cinema Americano. Em janeiro de 2009, foi incluída na lista do The Times das 10 melhores atrizes britânicas de todos os tempos, ao que passo que ficou em primeiro lugar na publicação de mesmo conteúdos realizada pela The Cinemaholic. A revista Premiere definiu sua atuação como Holly Golightly a 32.ª das 100 melhores performances no cinema de todos os tempos; a personagem alcançou a mesma classificação dos 100 melhores personagens do cinema de todos os tempos.

## Legado
Hepburn é um ícone cultural com uma popularidade duradoura. Sua ascensão à atenção nacional dos Estados Unidos na década de 1950 teve um efeito profundo na cultura americana, bem como na cultura britânica, tal-qualmente no comportamento e no modo de se vestir das mulheres. Ela foi incluída na lista da Variety dos "100 Ícones do século XX" e é o número 34 na lista do VH1 dos "200 Maiores Ícones da Cultura Pop de Todos os Tempos". 
Seu legado perdura muito depois de sua morte. Ela tem sido objeto de muitas biografias desde a sua morte, incluindo a dramatização sobre a sua vida, intitulada The Audrey Hepburn Story (2000), na qual estrelaram Jennifer Love Hewitt e Emmy Rossum como Hepburn mais velha e mais jovem, respectivamente. De muitas maneiras, como observa o autor G.S. Perno, ela passou a representar o glamour de Hollywood em sua época mais glamourosa por causa de seu senso de estilo e sua etiqueta dentro e fora da tela.
O cineasta Billy Wilder comentou que "desde [Greta] Garbo não houve nada parecido, com a possível exceção de [Ingrid] Bergman". Em sua publicação ao The Independent, em 1993, o autor David Shipman complementou: "Minha geração conhecia Bergman. Garbo que nunca tínhamos visto. Fotos antigas não eram fáceis de encontrar na década de 1950. Os cinéfilos mais velhos falavam saudosamente de Jean Arthur, Carole Lombard, Margaret Sullavan e outras musas. Desde o momento em que Audrey Hepburn apareceu em Roman Holiday (1953), sabíamos que tínhamos uma".

### Na mídia e imagem pública

#### Estilo
Adicionada à International Best Dressed List em 1961, Hepburn era associada a um estilo minimalista, geralmente usando roupas com silhuetas simples, que enfatizavam seu corpo esbelto, cores monocromáticas e acessórios ocasionais de instrução. No final dos anos 1950, ela popularizou leggings pretos simples. A acadêmica Rachel Moseley descreve a combinação de "calça preta esbelta, sapatilhas estilo balé e uma camisa preta fina" como uma de suas aparências ao lado de pequenos vestidos pretos, notando que esse estilo era novo na época em que as mulheres ainda usavam saias e saltos altos com mais frequência do que calças e sapatos baixos.
Hepburn foi particularmente associada ao estilista francês Hubert de Givenchy, que foi contratado pela primeira vez para projetar seu figurino para seu segundo filme de Hollywood, Sabrina (1954), quando ela ainda era desconhecida como atriz de cinema e ele um jovem costureiro apenas começando a carreira. Embora inicialmente decepcionado com o fato de a "senhorita Hepburn" não ser Katharine Hepburn como ele pensara erroneamente, Givenchy e Audrey formaram uma amizade ao longo da vida. Ela tornou-se sua musa, e os dois se tornaram tão intimamente associados uns com os outros que a acadêmica Jayne Sheridan declarou: "poderíamos perguntar 'Audrey Hepburn criou a Givenchy ou foi o contrário?'".
Além de Sabrina, Givenchy projetou suas roupas para Love in the Afternoon (1957), Breakfast at Tiffany's (1961), Funny Face (1957), Charade (1963), Paris When It Sizzles (1964) e How to Steal a Million (1966), bem como a vestiu fora do cinema. De acordo com Moseley, a moda desempenha um papel excepcionalmente central em muitos dos filmes de Hepburn, afirmando que "a fantasia não está ligada ao personagem, funcionando 'silenciosamente' na cena, mas como 'moda' se torna uma atração na estética em si mesmo". A própria Hepburn afirmou que Givenchy "deu-me uma olhada, uma espécie, uma silhueta. Ele sempre foi o melhor e ficou o melhor. Porque ele manteve o estilo de reposição que eu amo. O que é mais bonito que uma simples bainha de maneira extraordinária em um tecido especial e apenas dois brincos?". Ela também se tornou o rosto do primeiro perfume de Givenchy, L'Interdit, em 1957. Além de sua parceria com Givenchy, Hepburn recebeu o crédito por impulsionar as vendas de capas da Burberry quando ela usou uma delas em Breakfast at Tiffany's e foi associada à marca de calçados italiana Tod's.

Em sua vida particular, a atriz preferia usar roupas casuais e confortáveis, ao contrário da alta-costura que usava nas telas e em eventos públicos. Apesar de ser admirada por sua beleza, ela nunca se considerou atraente, afirmando em uma entrevista de 1959 que "você pode até dizer que eu me odiava em certos períodos. Eu estava muito gorda, ou talvez muito alta, ou talvez simplesmente feia demais ... você pode dizer que minha definição se origina de sentimentos subjacentes de insegurança e inferioridade. Eu não poderia conquistar esses sentimentos agindo de forma indecisa. Descobri que a única maneira de tirar o melhor deles era adotando uma direção vigorosa e concentrada". Em 1989, afirmou que "meu visual é atingível ... As mulheres podem se parecer com Audrey Hepburn tirando os cabelos, comprando os óculos grandes e os pequenos vestidos sem mangas".
"Quando penso em Audrey, sua nobreza de coração e fantasia, sempre me emociono. Ela tinha qualidades muito raras, e eu invejava seu estilo e gosto. Eu me sentia estranha e desajeitada quando estava em sua companhia. Eu lhe disse sobre isso. Ela me disse para não me preocupar, que ela me ensinaria a me vestir se eu a ensinasse a jurar. Nós nunca fizemos isso! " — Shirley MacLaine.

#### Aparência e o Padrão Audrey Hepburn de Beleza

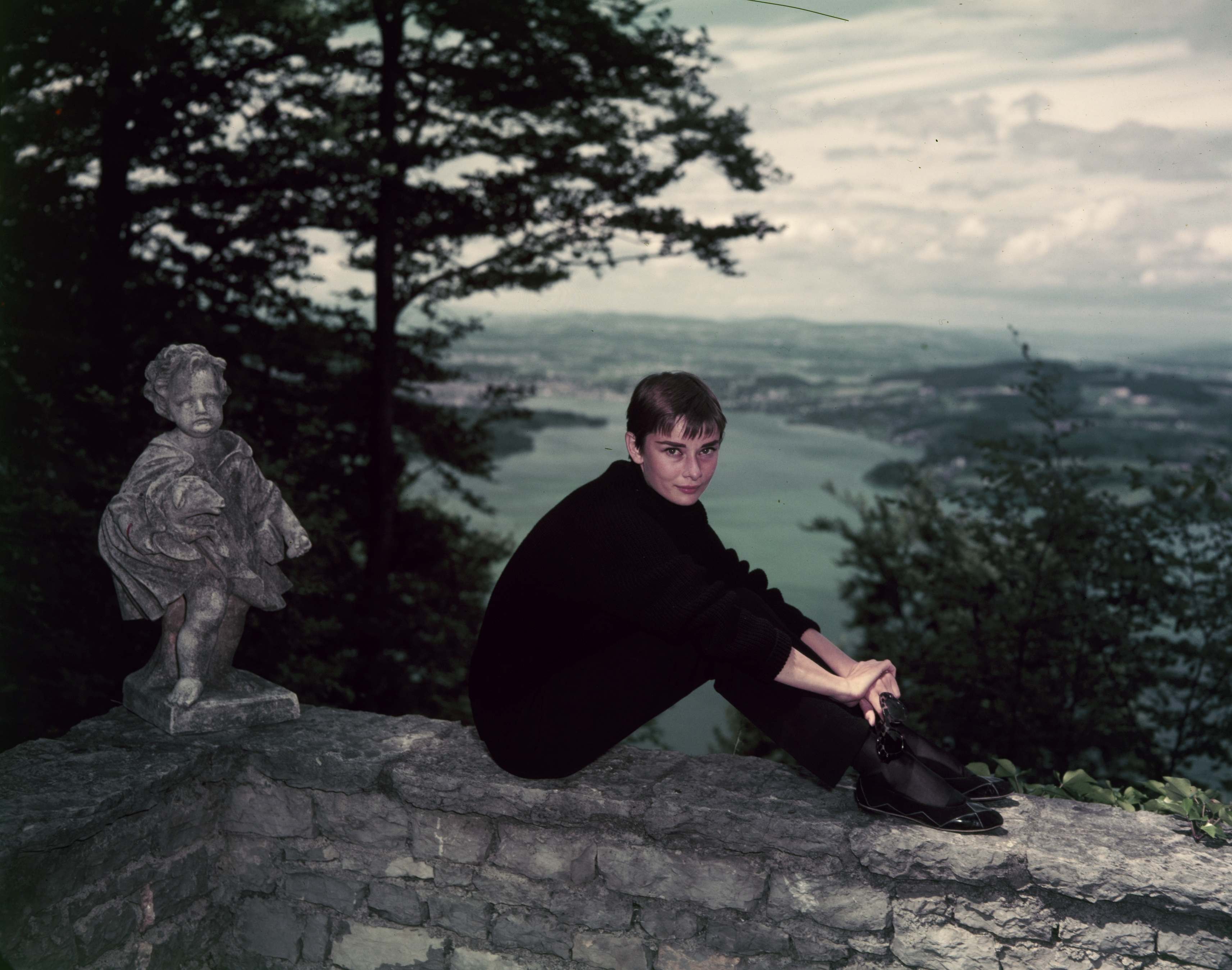
Hepburn com um estilo de cabelo curto e usando uma de suas aparências: gola alta preta, calças pretas finas e sapatilhas de balé

A imagem pública de Hepburn está fortemente ligada à sua beleza e ao seu carisma; ela tem sido descrita pela imprensa como um símbolo sexual, embora nunca concordou com essa distinção. Era conhecida por suas escolhas de moda e aparência distinta, o que levou o jornalista Mark Tungate descrevê-la como uma "marca reconhecível". Quando ela chegou ao estrelato pela primeira vez em Roman Holiday (1953), era vista como um ideal feminino alternativo que atraía mais as mulheres do que os homens, em comparação com a curvilínea e mais sexual Grace Kelly e Elizabeth Taylor. Com seu estilo de cabelo curto, sobrancelhas grossas, corpo magro e aparência "gamine", ela apresentou um olhar que as mulheres jovens acharam mais fácil de imitar do que as de estrelas de cinema sexuais. Peter Bradshaw observou "que talvez sua excelente postura em Roman Holiday tenha encorajado Kelly, três anos depois, a enfrentar uma circunstância similar sendo a Princesa Grace". Em 1954, o fotógrafo de moda Cecil Beaton descreveu Hepburn como a "personificação pública do nosso novo ideal feminino" e escreveu que "ninguém nunca se pareceu com ela antes da Segunda Guerra Mundial ... No entanto, reconhecemos a correção dessa aparência em relação às nossas necessidades históricas. A prova é que milhares de imitações apareceram". A revista e sua versão britânica relataram frequentemente seu estilo ao longo da década seguinte. Vista como um dos principais símbolos da feminilidade no século XX, suas personagens em filmes como Roman Holiday e Breakfast at Tiffany's ainda são consideradas o modelo de delicada feminilidade e elegância. Juntamente com a modelo Twiggy, Hepburn foi citada como uma das principais figuras públicas que fez com que fosse muito magro na moda.
A despeito de ser sinônimo de beleza na atualidade, o biotipo de Hepburn não era um padrão dos anos 50. Contudo, quando a atriz conheceu Colette no encontro que resultou na primeira experiência como protagonista da atriz como Gigi, esta deixou a autora fascinada, embora seu padrão físico provocasse estranhamento tanto para ela, quanto para as pessoas naquela época. "Suas pernas eram compridas demais, a cintura muito fina, os pés muito grandes, assim como os olhos, o nariz e as duas narinas enormes. Quando ela sorria (e ela sorria sempre), revelava uma boca que engolia o rosto e uma fileira de dentes tortos que não ficaria muito bem em close-ups. Sem dúvida, ela não era o que se poderia chamar de atraente. Engraçadinha talvez, encantadora com certeza, mas, com um mínimo de maquiagem e o busto menor que dois punhos, dificilmente era desejável. A pobre menina tinha até o rosto meio redondo", relatou o autor Sam Wasson.

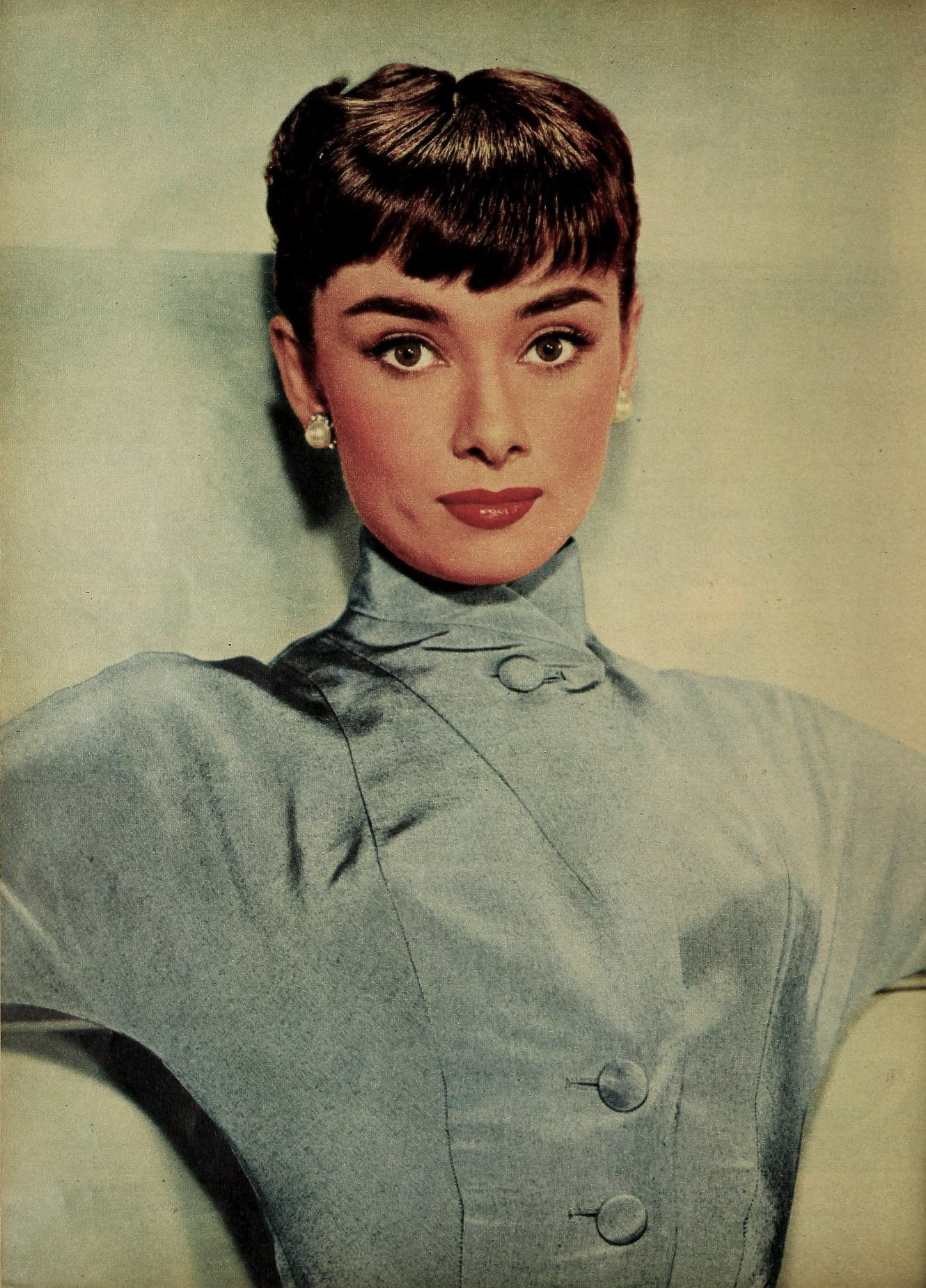
Hepburn fotografada por Bud Fraker em 1953

Apontada como um símbolo de beleza aposto a Marilyn Monroe, Hepburn teve seu nome comparado ao desta última em diversas matérias da época. A revista Photoplay Exclusive publicou: "Pelos padrões de Hollywood – e não se deve nunca, nunca, minimizar os padrões de Hollywood! – Audrey Hepburn é sem peito, quadril delgado, e completamente des-Marilyn Monroe-zada (...). E ainda, padrões ou não de Hollywood, Audrey Hepburn é a coisa mais sensacional que aconteceu para o capital do filme desde Marilyn Monroe!". A estilista Edith Head, por outro lado, ressaltou que um bom corpo de modelo devia medir 34-22-34 (busto, cintura e quadris, nessa ordem), o que era raro de se encontrar em atrizes de cinema, as quais possuíam, em geral, 38 ou 39 de busto e tendiam a "ser baixas e não necessariamente simétricas. Hepburn, por sua vez, "tinha a figura perfeita para uma modelo: muito esbelta e alta, com pouco mais de 1,70m. Ela usava enchimentos no busto: acentuava sua magreza e tinha o gosto esmerado que é tão caro aos estilistas". Embora o nome de Marilyn Monroe é utilizado como um princípio de beleza, as associações feitas entre ambas não tinham por objetivo igualá-las, porém diferenciá-las. "(...) ela não é o estereótipo loiro de beleza. Mas sabem que, mesmo assim, ela é bonita. Essa é a qualidade única que a põe no topo da lista todos os anos até hoje", afirmou Selina Lin em seu documentário Audrey: o ícone do estilo.
A influência de Hepburn como ícone de estilo continua várias décadas após o auge de sua carreira nas décadas de 1950 e 1960. Moseley observa que, especialmente após sua morte, em 1993, ela se tornou cada vez mais admirada, com revistas recomendando frequentemente aos leitores sobre como fazer com que seu visual e estilistas utilizassem-na como inspiração. Sua imagem é amplamente utilizada em campanhas publicitárias em todo o mundo. No Japão, uma série de comerciais usou clipes coloridos e digitalmente melhorados dela em Roman Holiday para anunciar o chá preto da Kirin Company. Nos Estados Unidos, Hepburn apareceu em um comercial da Gap de 2006 que usava clipes de sua dança de Funny Face, com "Back in Black" do AC/DC, com o slogan "It's Back – The Skinny Black Pant". Para comemorar sua campanha "Keep it Simple", a Gap fez uma doação considerável para o Audrey Hepburn Children's Fund. Em 2012, Hepburn estava entre os ícones culturais britânicos selecionados pelo artista Sir Peter Blake para aparecer em uma nova versão de sua obra mais famosa – o Sgt. Pepper's Lonely Hearts Club Band dos Beatles, para celebrar as figuras culturais britânicas de sua vida que ele mais admira. Em 2013, umas imagens geradas por computador de Hepburn foi usada em um anúncio de televisão para a barra de chocolate britânica Galaxy. Em 4 de maio de 2014, o Google apresentou um doodle em sua página inicial no que seria o 85.º aniversário de Hepburn.
Em 1990, a revista People a nomeou como uma das cinquenta pessoas mais bonitas do mundo. Na publicação das 100 Mulheres Mais Sensuais do mundo, realizada pela FHM, em 1995, dois após a morte da atriz, ela ficou na 35.ª posição. Naquele mesmo ano, a revista Empire a classificou no oitavo lugar na lista das "100 Estrelas de Cinema Mais Sensuais de Sempre"; dois anos depois, ficou em cinquentésimo do "Top 100 Estrelas de Cinema". O site online Filmsite.org inseriu-a dentre as 100 maiores estrelas de cinema; ela entrou na publicação de mesmo conteúdo realizada pela Entertainment Weekly, da qual foi capa. Em 2000, a atriz voltou a aparecer na editoração da People, desta vez, entre as pessoas mais bem vestidas de todos os tempos. Em 2015, foi votada "a britânica mais elegante de todos os tempos" em uma pesquisa encomendada pela Samsung.
Em 2004, após a empresa Evian ter realizado uma pesquisa com editores de moda e beleza, maquiadores, agências de modelos e fotógrafos, Hepburn foi nomeada a "mulher mais bonita de todos os tempos". Nas palavras da diretora de beleza da Elle, Rosie Green, "Audrey Hepburn é a personificação da beleza natural. Ela tem um encanto raro e uma beleza interior que irradia quando sorri. Sua pele parece saudável em todos os seus filmes e sua personalidade realmente brilha como alguém afetuoso e animado."; em uma publicação de mesmo nome da New Woman Magazine, a atriz também ficou na primeira colocação. A rede de televisão QVC a listou em primeiro lugar dentre as "mulheres mais bonitas do século XX". Em um estudo feito com quase dois mil fãs de cinema e publicado no Reino Unido, em 2009, Hepburn foi eleita "A atriz mais bonita da história do cinema de Hollywood". A editora de beleza da revista Vogue inglesa, Nicola Moulton, explicou a escolha de Audrey por "seu corpo e por seus olhos amendoados" e por ter "uma beleza atemporal". "Ela tinha uma beleza cinematográfica que era incrível nos movimentos de cena, não só em fotos". Em 2013, a revista Complex a posicionou em nona colocação na lista das "As 25 atrizes britânicas mais sensuais de todos os tempos", enquanto a colocou na primeira posição da lista das As 10 mulheres mais sensuais da Bélgica. Em 2019, a Esquire a listou entre "as mulheres mais bonitas de todos os tempos".
Seus figurinos de filmes já levantaram grandes somas de dinheiro em leilões: um dos três Vestidos Givenchy preto, desenhado por Givenchy para Breakfast at Tiffany's, foi vendido pela Christie's por uma quantia recorde de 467 200 de libra, em 2006; no entanto, não foi aquele usado pela atriz no filme. O crítico Richard Corliss, para a Times, definiu que há uma "era pós-Audrey" e que, mesmo nos anos 50, uma década com estrelas do cinema como Vivien Leigh, Claire Bloom, Grace Kelly e Jean Simmons, Hepburn foi um anacronismo glorioso. "Ela representava uma aristocracia moral e emocional que não existe mais — se é que existia, fora de suas fotos".

Ela exerceu e continua a exercer influência na moda, na concepção de beleza e a sofisticação, e sobre outras personalidades, como Maria Callas, Keira Knightley, ou até mesmo personagens de desenhos animados, como a Princesa Aurora em A Bela Adormecida (1959). Desde sua primeira colaboração com Givenchy, o estilo de Hepburn revolucionou a imagem das mulheres na moda. "Todas as mulheres queriam ser Audrey Hepburn"; por uma década, foi imitada; até o corte de cabelo e a maneira como ela falava e se portava. Além disso, diversas outras atrizes e artistas foram comparadas a ela, dentre elas: Angelina Jolie, Carey Mulligan, Emma Watson, Lily Collins e Natalie Portman, que foi descrita pelo ator Jake Gyllenhaal como "a Audrey Hepburn de nossa geração". "Ela é elegante, graciosa, tem incríveis sobrancelhas… é talentosa, bem pequena, divertida, esperta, dedicada e muito gentil". Outras, como Anne Hathaway, Freida Pinto, Leighton Meester, Mila Kunis, Olivia Wilde, Rachel Bilson, Sandra Bullock, Taylor Swift e Zooey Deschanel, citaram-na como inspiração.
| “ | Que peso de mulher ela ergueu! Ali estava a prova de que beleza não tem de ser sinonimo de idiotice. Graças aos primeiros olhares para Audrey Hepburn em Roman Holiday, meia geração de mulheres jovens parou de colocar enchimento nos sutiãs e de vacilar sobre saltos altos finos. | ” |
|   | — Edital do New York Times sobre Hepburn. |   |

## Filmografia e papéis no teatro
Ela iniciou sua carreira no papel de uma aeromoça em Dutch in Seven Lessons (1948). No mesmo ano, atuou na peça britânica High Button Shoes e, no ano seguinte, em Sauce Tartare. Dois anos mais tarde, Hepburn teve sua estreia na Broadway como personagem-título da peça Gigi. Em Hollywood, sua primeira atuação foi como Princesa Ann em Roman Holiday, dirigido por William Wyler, no qual contracenou com Gregory Peck. O filme, lançado em 1953, é considerado o divisor de águas na carreira da atriz e foi o que a lançou ao estrelato, Em 1954, ela interpretou a filha de um motorista envolvida num triângulo amoroso no filme Sabrina, atuando com Humphrey Bogart e William Holden. Naquele mesmo ano, Hepburn venceu o Prêmio Tony de Melhor Atriz por ter protagonizado a peça Ondine. Sua atuação seguinte, em 1956, foi como Natasha Rostova em Guerra e Paz, na adaptação do romance homônimo de Leo Tolstoy. No ano posterior, estrelou Love in the Afternoon, ao lado de Gary Cooper e Maurice Chevalier, e Funny Face, ao lado de Fred Astaire.
Contudo, foi em 1961 que Hepburn interpretou sua personagem mais conhecida: Holly Golightly, na comédia romântica Breakfast at Tiffany's; ainda no mesmo ano, representou uma professora acusada de lesbianismo no drama The Children's Hour, ao lado de Shirley MacLaine. Dois anos mais tarde, contracenou com Cary Grant em Charade. Nos anos seguintes, a atriz atuou em Paris When It Sizzles, My Fair Lady e Wait Until Dark. Após um longo hiato na carreira artística, Hepburn voltou às telas como Lady Marian em Robin and Marian (1976), ao lado de Sean Connery. A última aparição dela no cinema foi em Always (1989), de Steven Spielberg; sendo sua última e final aparição em cena foi em 1993 como apresentadora do documentário Gardens of the World with Audrey Hepburn, pela qual recebeu postumamente o Prêmio Emmy de Performance Individual - Programa Informativo.

## Prêmios, indicações e reconhecimentos

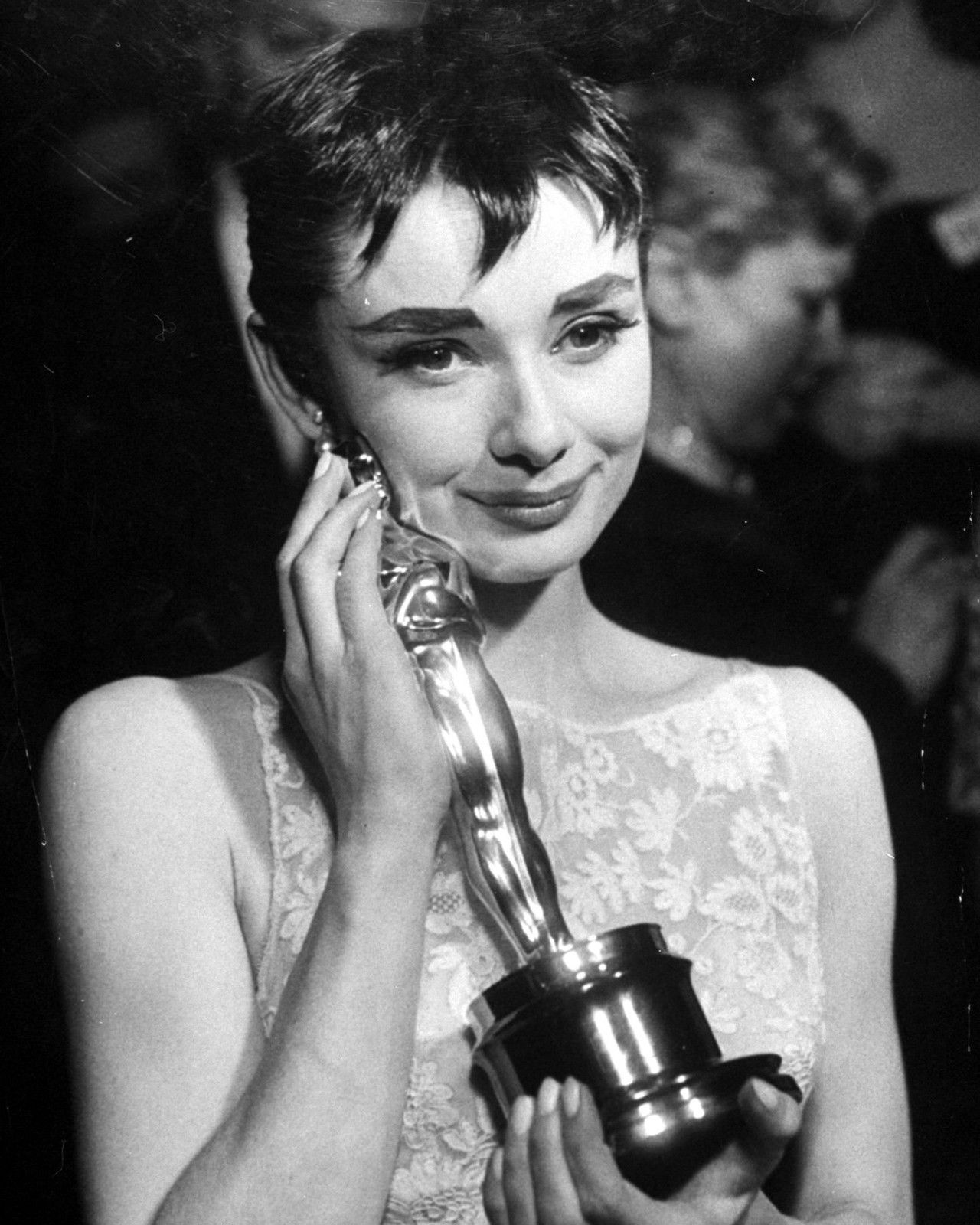
Hepburn a segurar seu Oscar em 1954

Ao longo de sua carreira, Hepburn venceu e foi nomeada a diversos prêmios, notavelmente suas nomeações ao Oscar de Melhor Atriz (1954, 1955, 1960, 1962 e 1968), BAFTA (1954, 1955, 1957, 1960 e 1965), ao Globo de Ouro de Melhor Atriz em Filme de Drama (1954, 1957, 1960 e 1968) e Melhor Atriz Comédia ou Musical (1958, 1962, 1964, 1965 e 1968) e ao New York Film Critics Circle de Melhor Atriz (1953, 1955, 1957, 1959, 1964 e 1968). Ela venceu o Oscar, o Globo de Ouro e o Tony de Melhor atriz em uma Peça em 1954, o BAFTA em 1954, 1960 e 1965, o New York Film Critics Circle em 1953 e 1959 e o Silver Shell de Melhor Atriz no Festival Internacional de Cinema de San Sebastián de 1959. Em adição, também ganhou dois Globos de Ouro em categorias não competitivas: Prêmio Henrietta de Atriz Favorita do Cinema Mundial, em 1954, e o Prêmio Cecil B. DeMille, em 1990; além deste último, foi agraciada com outros prêmios em reconhecimento pela sua carreira no cinema, tais quais o BAFTA Special, Prêmio George Eastman e o Screen Actors Guild Life Achievement, bem como um Tony Special por suas contribuições ao teatro.
Ela é uma das poucas pessoas que venceram o Emmy, Grammy, Oscar e Tony, e ganhou um recorde de três BAFTAs de Melhor Atriz Britânica, assim como mantém o recorde em nomeações na mesma categoria. Em seus últimos anos, ela manteve-se com uma presença notável no mundo do cinema. Recebeu uma estrela na Calçada da Fama de Hollywood, foi homenageada pela Film Society of Lincoln Center em 1991 e frequentemente apresentava cerimônias do Oscar. Ela recebeu inúmeros prêmios póstumas, incluindo o Prêmio Humanitário Jean Hersholt, o Grammy e o Emmy.

### Obras citadas
- Mangorra, Juliana Pinto (2015). Audrey Hepburn: atriz e ícone midiático) (PDF) (Dissertação de Trabalho de Conclusão de Curso). Escola de Comunicação da Universidade Federal do Rio de Janeiro. Rio de Janeiro: Universidade Federal do Rio de Janeiro. 58 páginas. Consultado em 28 de setembro de 2019

- Yipu, Zen (2004). «Remade in Japan: The case of Audrey Hepburn [online]» (PDF). Humanities Research. Consultado em 15 de setembro de 2019